# Giganotosaurus carolinii
Giganotosaurus carolinii (gr. γίγας [gigas] 'gigante', νότος [notos] 'sur' y –σαύρος [–saurus] "lagarto gigante del sur, de Carolini", su descubridor”) es la única especie conocida del género extinto Giganotosaurus de dinosaurio terópodo carcarodontosáurido, que vivió hace entre 99 a 95 millones de años, en el Cenomaniano (inicios de la época Cretácico Tardío). en lo que hoy es la Patagonia Argentina. 
Es uno de los mayores terópodos conocidos; se cree que alcanzaba longitudes de entre 12 a 13 m, con un cráneo de posiblemente de más de 1,60 m de largo y un peso aproximado de entre 7 a 8 tn. Este género ha interesado mucho a la comunidad científica y popular debido, entre otras razones, a su gran tamaño, convirtiéndose en parte de un intenso debate científico acerca los tamaños máximos que pueden alcanzar los dinosaurios terópodos. Debió ser el depredador más grande de su época, ubicándose en la cima de la cadena alimenticia. Es probable que haya depredado una amplia gama de animales saurópsidos, incluyendo hasta gigantescos saurópodos titanosaurianos. Tenía como herramienta de rastreo su agudo olfato y como principal arma de ataque sus grandes fauces dotadas de largos y achatados dientes con bordes dentados, especializados para cortar y desgarrar profundamente la carne de sus víctimas. 
El descubrimiento de un esqueleto casi completo de esta especie ha entregado el material fósil suficiente para investigar en detalle algunos aspectos de su biología, como su capacidad de termorregulación y su anatomía cerebral; además de sus capacidades biomecánicas, como la fuerza de mordida y la velocidad potencial. Posiblemente se haya tratado de un organismo homeotermo y, por lo tanto, un animal con un estilo de vida activo y de crecimiento más rápido que un reptil de sangre fría.

## Descripción

Giganotosaurus (en verde) comparado con algunos terópodos gigantes.

Basándose en el holotipo, MUCPv-CH-1, diferentes estudios a lo largo de los años han estimado al Giganotosaurus en un rango de entre 12 y 13 m de longitud, de 6,1 a 6,9 tn de peso, y con una altura superior a unos 4 m hasta las caderas. La longitud del cráneo fue originalmente estimada en 1,8 m pero se ha demostrado que esta reconstrucción es errónea y actualmente[¿cuándo?] se estima en 1,56 m. El fémur, o hueso del muslo, mide hasta 143 cm de largo. Estas mediciones permiten clasificarlo como uno de los mayores dinosaurios terópodos conocidos y ubicarlo entre los carnívoros terrestres más grandes de la historia de la Tierra.
Además, existe un segundo espécimen, MUCPv-95, conocido solo por unos fragmentos de la mandíbula izquierda, que superan comparativamente la del holotipo en un 6,5% u 8% según distintos cálculos. Esto podría indicar que el Giganotosaurus alcanzaba mayores tamaños. Los estimados han proyectado dimensiones de 13,2 a 13,5 m de largo y 8,2 a 8,7 tn de peso. Sin embargo, también se considera la posibilidad de que se trate de un espécimen del mismo tamaño, solo que con una mandíbula más robusta.
El Giganotosaurus era un depredador bípedo con un gran cráneo sostenido por un cuello poderoso, extremidades superiores cortas en proporción a su tamaño, provistas de tres dedos terminados en garras curvas y afiladas, y extremidades inferiores poderosas. Como en los demás terópodos, el cuerpo permanecería en posición paralela al suelo y con una larga cola que le serviría de contrapeso y equilibrio. Las patas posteriores del Giganotosaurus se caracterizaban por tener un fémur más largo que la tibia, lo que indica que sus piernas lo dotaban de gran soporte pero no de gran velocidad. Esto sugiere que era un depredador de emboscada o que cazaba presas lentas, como los saurópodos. Los fósiles conocidos de esta especie corresponden a los restos óseos de la mayor parte del cuerpo, lo que permite estudiar detalladamente la mayoría sus características anatómicas y funcionales.

### Anatomía postcraneal

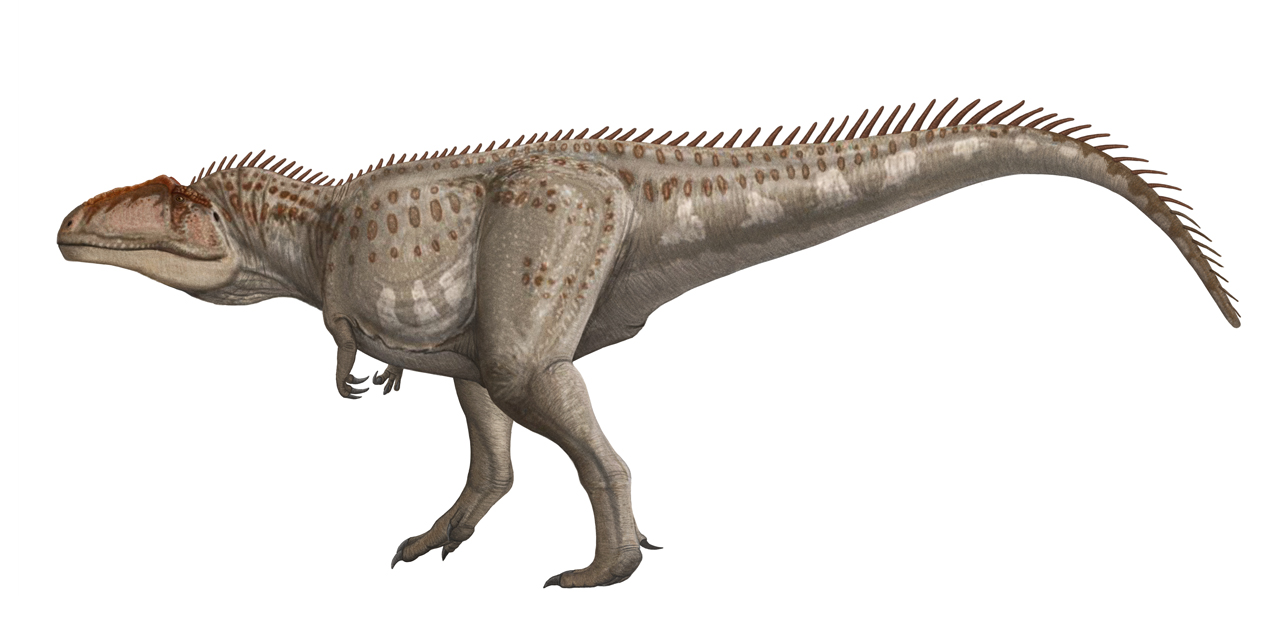
Recreación en vida de un Giganotosaurus. Basado en los últimos estudios anatómicos.

El Giganotosaurus contaba con unas de las extremidades posteriores, las piernas, más altas entre los terópodos. En el holotipo, solo el fémur medía entre 143 y 136,5 cm de largo, la tibia medía 112 cm y el peroné unos 84 cm. Esto le daba una gran elevación sobre el suelo sin ser desproporcionadas, por lo que el animal todavía tenía una apariencia compacta y robusta. La cabeza del fémur tenía forma de curva sigmoidea y estaba más engrosada que el resto del hueso. El cuarto trocánter, estructura del fémur que articula con la pelvis, era grande y estaba proyectado hacia atrás. El trocánter menor tenía forma de aleta y se ubicaba justo por abajo del trocánter mayor. La tibia era bastante más corta que el fémur, su extremo superior era mucho más amplio que su extremo inferior. El ilion, un hueso de la pelvis, era convexo en el lado superior, con una lámina postacetabular, detrás del acetábulo, baja, y con proyecciones óseas para el anclaje de los músculos de la cola. El isquion era recto, largo y terminaba en forma de lóbulo.

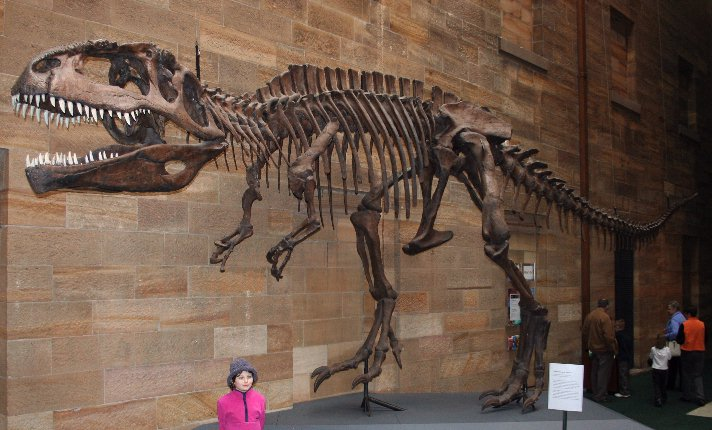
Réplica de un esqueleto de Giganotosaurus montado en el Museo Australiano de Sídney.

Probablemente, presentaba las extremidades anteriores, brazos, de un terópodo carnosaurio típico, algo pequeñas en relación con su cuerpo, con tres dedos cada una, terminadas en afiladas garras. Estas pudieron haberle servido como herramienta para sostener a sus presas mientras las mataba con su mandíbula. La escápula del Giganotosaurus era menos arqueada y proporcionalmente más corta que en los demás terópodos, medía 73 cm de largo y tenía un grosor de 6 cm directamente por encima de la articulación del hombro, tenía un fuerte tubérculo, una protuberancia, para la inserción del músculo tríceps.
La columna vertebral tenía un total de nueve vértebras cervicales, catorce vértebras dorsales, cinco vértebras sacras y más de cuarenta vértebras caudales. El cuello, corto y robusto, formaba una curva natural menos marcada que en los demás terópodos, con la típica forma de S casi inexistente. Además, las vértebras del cuello presentaban cuerpos vertebrales altos, pero con una apófisis espinosa baja, lo que sería señal de que los músculos del cuello no estaban tan fuertemente desarrollados como en los tiranosáuridos. La forma característica de las espinas neurales del Giganotosaurus provocaba que su espalda fuese más recta que las de la mayoría de los terópodos, menos arqueada que en el caso de Tyrannosaurus. Las vértebras dorsales que construían la espalda tenían altas y cuadradas apófisis espinales. Los cuerpos vertebrales tenían pleurocelos, depresiones o "agujeros" profundos, en cambio, las vértebras caudales carecían de pleurocelos. Las vértebras de la cola más próximas a la región de la cadera tenían apófisis espinales y cuerpos vertebrales altos, mientras que las más próximas a la punta de ésta eran más compactas y reducidas. Las costillas eran robustas y construían una caja torácica ovalada en vista frontal, más corpulenta que en los otros carcarodontosáuridos, pero más delgada que en los tiranosáuridos.

### Características del cráneo

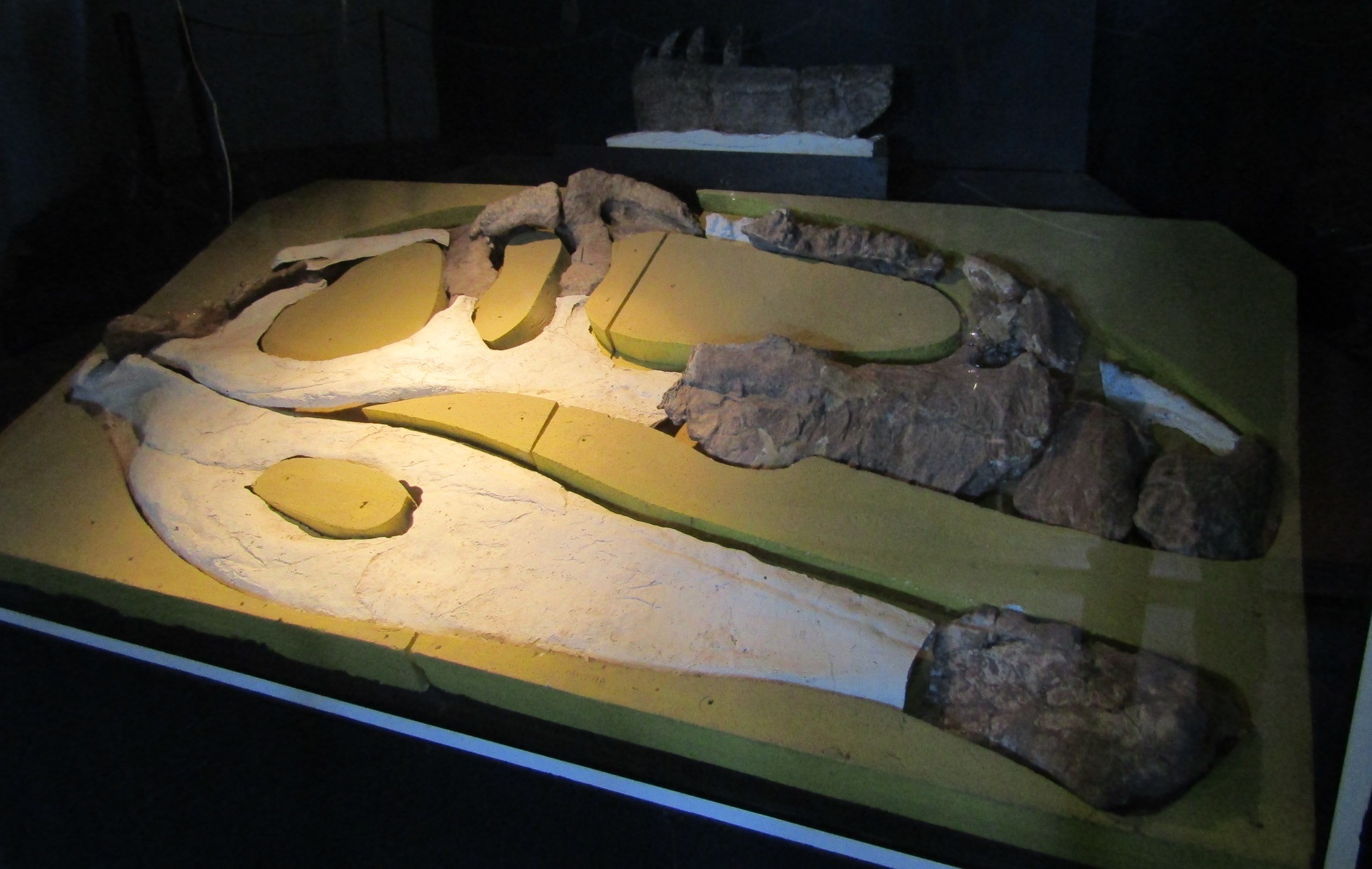
Restos originales del cráneo parcial de Giganotosaurus carolinii, MPEB.

El Giganotosaurus tenía un gran cráneo, de los más grandes conocidos entre los dinosaurios terópodos, desproporcionado aún para su inmenso tamaño. Sin embargo, se desconoce cuánto medía con certeza porque se han hallado varios huesos desarticulados, pero no un cráneo completo. El material conocido es representado por el maxilar, el dentario, gran parte del hueso nasal, el hueso lagrimal, el postorbital, el supraoccipital y el neurocráneo, la estructura ósea donde se aloja el cerebro. Pero los huesos como el premaxilar, yugal, el suprangular y angular no fueron encontrados. Esto se traduce en una dificultad adicional en la reconstrucción del cráneo. Su longitud se estima a partir de los huesos de la mandíbula superior e inferior. Pero aunque se determine correctamente el tamaño o forma general del cráneo, no permitirá determinar el tamaño y forma exacta de sus cuatro grandes aberturas, la fosa antorbital, la cavidad orbitaria, la fenestra infratemporal y la fenestra de la mandíbula. Y la forma de la fosa nasal también se desconoce debido al estado fragmentario del premaxilar. 

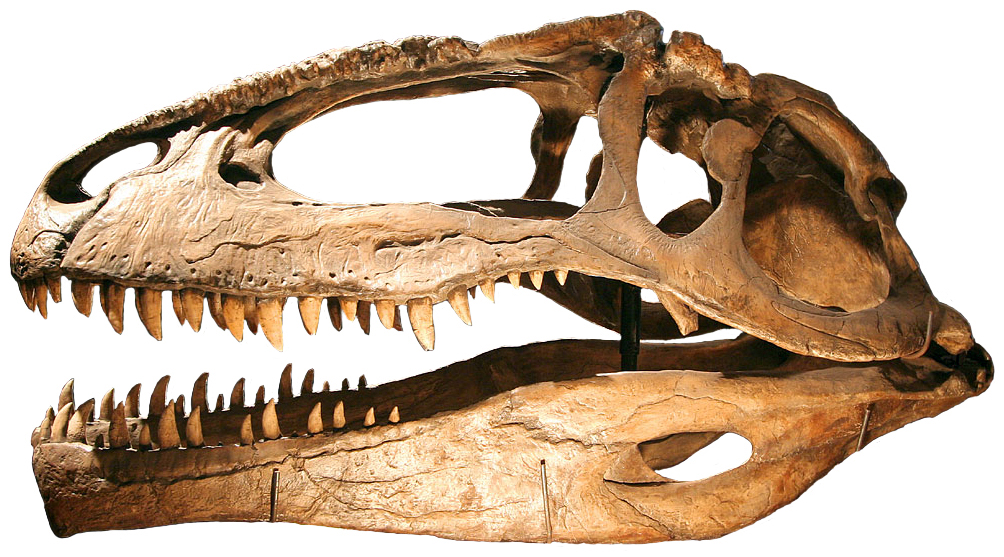
Cráneo reconstruido de Giganotosaurus en Japón.

El maxilar tenía una hilera de dientes que recorría un tramo de 92 cm en la mandíbula superior. Contaba con un pronunciado proceso, proyección ósea, debajo de la fosa nasal y una pequeña cuenca, en forma de elipse, cerca de la fosa antorbital, como el Allosaurus y el Tyrannosaurus. El hueso nasal era muy áspero y arrugado. Estas rugosidades cubrían toda la superficie superior del hueso. El hueso lagrimal, ubicado justo delante de los ojos, conservaba una prominente cresta rugosa, similar a un cuerno, con profundos surcos, cuyo ángulo estaba proyectado hacia atrás. El hueso postorbital, detrás del ojo, tenía un proceso óseo. El hueso yugal conformaba el límite inferior de la cuenca ocular, al igual que en otros terópodos como el Tyrannosaurus, el Abelisaurus y el Carnotaurus. El hueso supraorbital, justo por encima de la cuenca ocular, se encontraba en medio del hueso lagrimal y postorbital, dando la impresión de una cornisa sobresaliente. El hueso cuadrado se encontraba en la parte posteroinferior del cráneo y articulaba con la mandíbula. Tenía 44 cm de largo y dos agujeros neumáticos en el lado interno. El techo craneal, formado principalmente por el hueso frontal y el parietal, era amplio y tenía una proyección ósea similar a una plataforma, se encontraba en la sección posterior superior del cráneo, justo por encima de la pequeña fenestra o fosa supratemporal.
El área de la mandíbula que articulaba con el cráneo se encontraba más atrás del cóndilo occipital, donde el cuello se unía al cráneo, que en otros terópodos. El cóndilo era ancho, bajo y tenía cavidades neumáticas. El Giganotosaurus no contaba con una cresta sagital en la parte superior del cráneo como en la mayoría de los terópodos y sus músculos mandibulares tampoco se extendían hasta la bóveda craneana. En el caso de este taxón patagónico, estos músculos se habrían adherido a las superficies laterales inferiores de la plataforma ósea ubicada sobre la fenestra supratemporal. Los músculos del cuello que elevaban la cabeza se habrían unido a las prominentes estructuras del hueso supraoccipital, en la parte superior del cráneo, teniendo la misma función biomecánica que la cresta nucal en los tiranosáuridos.

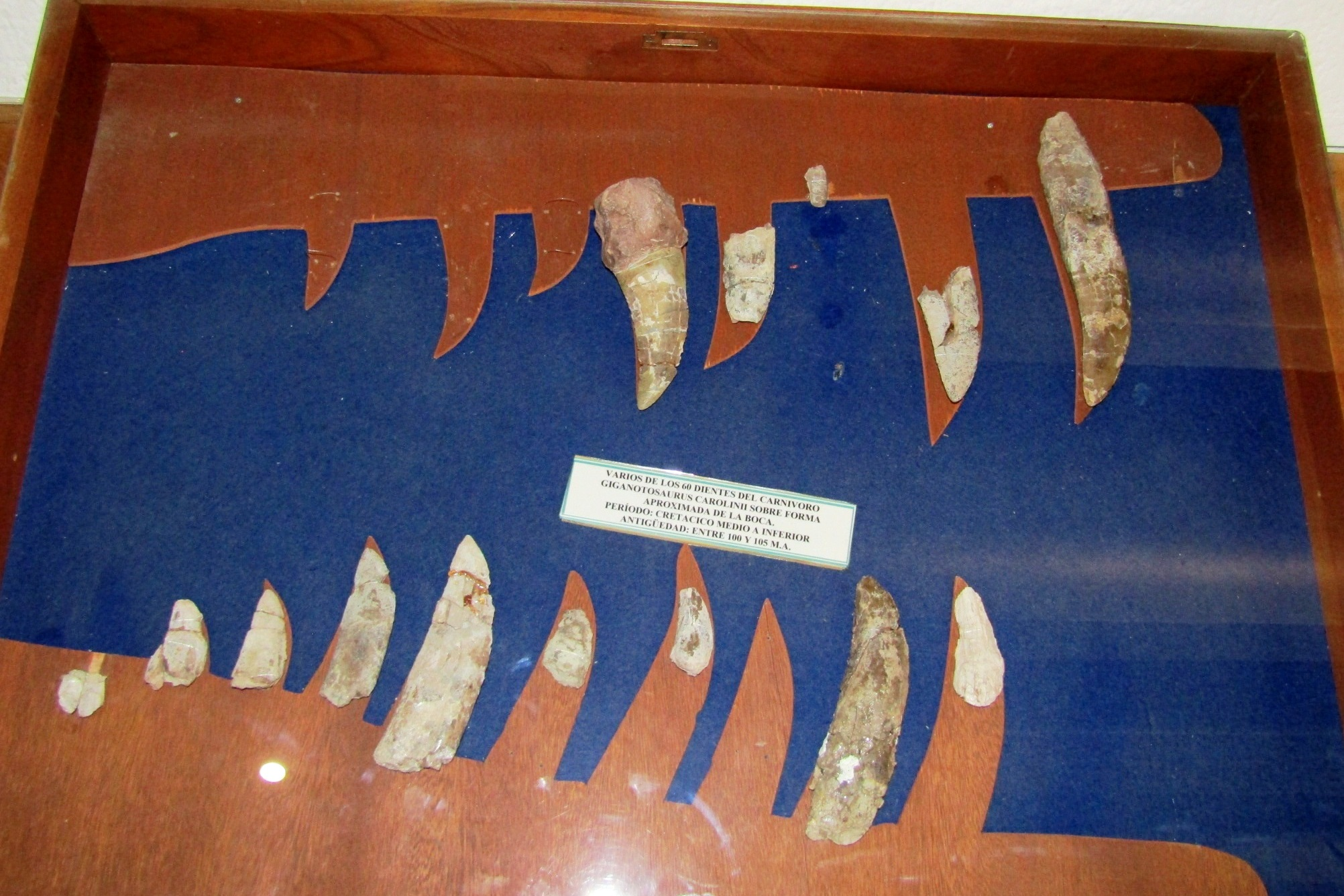
Dientes fósiles de Giganotosaurus.

El dentario, hueso delantero de mandíbula inferior, se encontraba ampliado y aplanado en el área de la sínfisis mandibular. La parte inferior del dentario era cóncavo, esto se debía a que contaba con una leve proyección ósea orientada hacia abajo en su punta inferior, denominado como “barbilla”. En vista superior, el lado exterior del dentario era convexo. A lo largo de éste había una ranura o surco óseo que albergaba varios forámenes, la función de estas estructuras era dar cabida a redes de vasos sanguíneos para el traspaso de nutrientes a los dientes. La cara interna del dentario tenía una fila de placas interdentales, donde cada diente tenía una cuenca para poder anclarse a la mandíbula. El surco de Meckel se encontraba a lo largo del borde inferior. La curva natural del dentario muestra que la boca de Giganotosaurus habría sido ancha. Es posible que cada dentario haya poseído doce alvéolos dentarios. La mayoría de los alvéolos eran de alrededor de 3,5 cm. Los dientes de Giganotosaurus eran achatados y curvados en forma sigmoidea en vista lateral, estrechos y comprimidos en vista frontal, y con forma ovalada desde la vista superior. Cada diente, poseía una cubierta retrocurvada de esmalte con afilados bordes dentados. Posiblemente, los dientes eran de formas y tamaños similares, a excepción de los primeros, que eran más pequeños.

Comparación de un Giganotosaurus con un humano.

Debido al estado incompleto y desarticulado de los restos del cráneo, se desconoce su tamaño exacto. En la descripción original, por Coria y Salgado, se señaló un estimado de 1,53 m. Poco después, junto al descubrimiento del dentario de otro espécimen, se re-estimó su longitud en 1,8 metros, convirtiéndolo en el dinosaurio carnívoro con el mayor cráneo conocido. Sin embargo, diferentes estimados posteriores han discrepado notoriamente con esta reconstrucción, considerando que 180 centímetros es una medida exagerada. En el año 2002, Rodolfo Coria y Philip J. Currie revisaron y actualizaron la longitud del cráneo del holotipo en 1,6 metros. En un estudio de Therrien y Henderson se estima para Giganotosaurus un cráneo 1,56 metros de largo, similar al resultado de Coria y Currie, 2002. En la reconstrucción esquelética de Giganotosaurus de Scott Hartman, el cráneo del holotipo fue reconstruido con una longitud de 1,54 metros. Los nuevos estimados, aunque menores a los sugeridos previamente, todavía son longitudes muy altas y rara vez vistos en dinosaurios terópodos, superando a los más largos cráneos hallados de Tyrannosaurus rex, los cuales miden de 1,4 a 1,5 metros de longitud, rivalizando con el mayor cráneo encontrado de Carcharodontosaurus saharicus, estimado con un máximo de 1,6 metro, y solo el cráneo de Spinosaurus aegyptiacus, que se estima entre 1,50 y 1,75 metros, probablemente sea más largo.
En el año 1998, se informó del descubrimiento de un dentario aislado, identificado a la especie Giganotosaurus carolinii, que era en comparación más grande que el dentario del holotipo. Tras realizar la comparación, este nuevo fragmento representaría un cráneo aproximadamente un 8% mayor según los autores. Debido a que se basaron en el estimado, ahora obsoleto, de 180 cm para el cráneo del holotipo, calcularon que el nuevo ejemplar, MUCPv-95 tendría un cráneo de 195 centímetros. Otro cálculo posterior, estimó que MUCPv-95 solo sería un 6,5% mayor que MUCPv-Ch-1. No se han publicado formalmente estimaciones más recientes para el cráneo del segundo espécimen, pero basándonos en los nuevos estimados y reconstrucciones del holotipo, y en que ambos ejemplares tienen una diferencia de tamaño de hasta un 6,5 y 8%, es posible la deducción de que midiese entre 1,64 y 1,73 metros.

### Tamaño
Una de las características de los dinosaurios terópodos que ha atraído el mayor interés científico es el hecho de que el grupo incluye a los depredadores terrestres más grandes de la Era Mesozoica y de toda la historia natural en general. Este interés comenzó con el descubrimiento de uno de los primeros dinosaurios conocidos, Megalosaurus, nombrado en 1824 por su gran tamaño. Más de medio siglo después, en 1905, Tyrannosaurus fue nombrado, y siguió siendo el dinosaurio terópodo más grande conocido durante 90 años, aunque también se conocían otros grandes terópodos. La discusión de cuál terópodo era el más grande fue reavivada en la década de 1990 por nuevos descubrimientos en África y América del Sur. En su descripción original, Coria y Salgado consideraron Giganotosaurus al menos el dinosaurio terópodo más grande del hemisferio sur, y quizás el más grande del mundo. Reconocieron que la comparación con Tyrannosaurus era difícil debido al estado desarticulado de los huesos craneales de Giganotosaurus , pero notaron que con 1,43 metros, el fémur de Giganotosaurus era 5 centímetros más largo que el de "Sue", el espécimen de Tyrannosaurus más grande conocido y que los huesos de Giganotosaurus parecían ser más robustos, lo que indica un animal más pesado. Estimaron que el cráneo tenía aproximadamente 1,53 metros de largo, y que el animal completo tenía 12,5 metros de largo, con un peso de aproximadamente 6 a 8 toneladas.
En 1996, el paleontólogo estadounidense Paul Sereno y sus colegas describieron un nuevo cráneo del género relacionado Carcharodontosaurus de Marruecos, un terópodo descrito en 1927 pero que anteriormente se conocía solo de restos fragmentarios, los fósiles originales se destruyeron en la Segunda Guerra Mundial. Estimaron que el cráneo tenía una longitud de 1,60 metros, similar al Giganotosaurus, pero tal vez superaba el del Tyrannosaurus "Sue", con un cráneo de 1,53 metros. También señalaron que los carcarodontosáuridos parecen haber tenido los cráneos proporcionalmente más grandes, pero que Tyrannosaurus parece haber tenido miembros posteriores más largos. En una entrevista de 1995 para un artículo de Science News titulado "New Beast Usurps T. Rex with King Carnivore", Sereno notó que estos terópodos recién descubiertos de Sudamérica y África compitieron con Tyrannosaurus como los depredadores más grandes, y ayudarían a comprender las faunas de dinosaurios de finales del Cretácico, que de otro modo habían estado muy "centradas en América del Norte". En el mismo número de Science en el que se describió a Carcharodontosaurus, el paleontólogo canadiense Philip J. Currie advirtió que aún no se había determinado cuál de los dos animales era más grande y que el tamaño de un animal es menos interesante para los paleontólogos que, por ejemplo, las adaptaciones, las relaciones y la distribución. También le pareció sorprendente que los dos animales se encontrarán a un año de diferencia y que estuvieran estrechamente relacionados, a pesar de encontrarse en diferentes continentes.
En una entrevista para Science News en 1997, Coria estimó que Giganotosaurus tenía una longitud de 13,7 a 14,3 metros y un peso de 8 a 10 toneladas basado en material nuevo, más grande que Carcharodontosaurus. Sereno respondió que sería difícil determinar un rango de tamaño para una especie basada en pocos especímenes incompletos, y ambos paleontólogos coincidieron en que otros aspectos de estos dinosaurios eran más importantes que resolver el "concurso de tamaño". En 1998, Jorge O. Calvo y Rodolfo Coria refirieron un dentario izquierdo parcial que contiene algunos dientes, MUCPv-95, a Giganotosaurus. Fue recolectada por Calvo cerca de Los Candeleros en 1988, encontrado en 1987, y descrito brevemente en 1989, aunque observaron que pudo haber pertenecido a un nuevo taxón de terópodo. Calvo y Coria encontraron que el dentario era idéntico al del holotipo, aunque un 8% más grande, con 62 centímetros. Aunque la parte trasera está incompleta, propusieron que el cráneo del espécimen holotipo tendría 1,80 metros de largo y estimaron que el cráneo del espécimen más grande tenía 1,95 metros de largo, el más largo cráneo de cualquier terópodo.
En 2001, el médico científico Frank Seebacher propuso un nuevo método polinómico para calcular las estimaciones de la masa corporal de los dinosaurios, utilizando la longitud, la profundidad y el ancho del cuerpo y descubrió que Giganotosaurus pesaba 6,6 toneladas, basado en la estimación original de 12,5 metros de longitud. En su descripción de 2002 de la base principal de Giganotosaurus, Coria y Currie dieron una estimación de longitud de 1,60 metros para el cráneo holotipo, y calcularon un peso de 4,2 toneladas extrapolando los 520 milímetros de circunferencia del eje del fémur. Esto dio lugar a un cociente de encefalización, una medida del tamaño relativo del cerebro, de 1,9. En 2004, Gerardo V. Mazzetta y sus colegas señalaron que aunque el fémur del holotipo Giganotosaurus era más grande que el de "Sue", la tibia era 8 centímetros más corta de 1,12 metros. Descubrieron que el espécimen holotipo era igual a Tyrannosaurus en tamaño con 8 toneladas, ligeramente más pequeño que "Sue", pero que el dentario más grande podría haber representado un animal de 10 toneladas, si era geométricamente similar al espécimen holotipo. Al utilizar ecuaciones de regresión multivariada, estos autores también sugirieron un peso alternativo de 6,5 toneladas para el holotipo y 8,2 toneladas para el espécimen más grande, y que este último era el carnívoro terrestre más grande conocido.
En 2005, Christiano Dal Sasso y sus colegas describieron el nuevo material del cráneo, un hocico, de Spinosaurus, cuyos fósiles originales también fueron destruidos durante la Segunda Guerra Mundial, y concluyeron que este dinosaurio habría medido de 16 a 18 metros largo con un peso de 7 a 9 toneladas, excediendo el tamaño máximo de todos los demás terópodos. En 2005 Fernando Novas y colegas describieron un nuevo terópodo gigante, Tyrannotitan chubutensis, si bien el holotipo de la especie es más pequeño que Giganotosaurus, su paratipo poseía un fémur de 1,41 metros, el más grande entre los terópodos. En 2006, Coria y Currie describieron el gran terópodo Mapusaurus de la Patagonia que estaba estrechamente relacionado con Giganotosaurus y de aproximadamente el mismo tamaño. En un 2007, François Therrien y Donald M. Henderson encontraron que Giganotosaurus y Carcharodontosaurus ambos se habrían acercado a 13.5 metros de largo y 13.8 toneladas de peso, superando a Tyrannosaurus , y estimaron que el cráneo holotipo Giganotosaurus tenía 1.56 metros de largo. Advirtieron que estas mediciones dependían de si los cráneos incompletos de estos animales se habían reconstruido correctamente y que se necesitaban muestras más completas para realizar estimaciones más precisas. También encontraron que la reconstrucción de Spinosaurus por parte de Dal Sasso y sus colegas era demasiado grande, y en cambio estimaron que tenía 14,3 metros de largo, que pesaban 20.9 toneladas, y posiblemente tan bajo como 12,6 metros de longitud y 12 toneladas de peso. Llegaron a la conclusión de que estos dinosaurios habían alcanzado el límite superior biomecánico de tamaño alcanzable para un animal estrictamente bípedo.
En 2012, Matthew T. Carrano y sus colegas notaron que, aunque Giganotosaurus había recibido mucha atención debido a su enorme tamaño y que a pesar de que el holotipo era relativamente completo, aún no se había descrito en detalle, aparte de la base principal. Señalaron que muchos contactos entre los huesos del cráneo no se conservaban, lo que hace que la longitud total del cráneo sea ambigua. En su lugar, encontraron que los cráneos de Giganotosaurus y Carcharodontosaurus tenían exactamente el mismo tamaño que el de Tyrannosaurus. También midieron el fémur del holotipo Giganotosaurus con una longitud de 1,365 metros, en contraste con la medida original, y propusieron que la masa corporal habría sido menor en general. En 2013, el paleontólogo estadounidense Scott Hartman publicó una estimación de la masa por Integración Gráfica Doble, basada en reconstrucciones esqueléticas dibujadas, en la que descubrió que el Tyrannosaurus "Sue", era más grande que Giganotosaurus en general. Estimó que el holotipo de Giganotosaurus pesaba 6,8 toneladas y el espécimen más grande, 8,2 toneladas. Se estimó que el Tyrannosaurus pesaba  8,4 toneladas, y Hartman notó que tenía un torso más ancho, aunque los dos parecían similares en vista lateral. También señaló que en Giganotosaurus un dentario que supuestamente era un 8% más grande que el de la muestra de holotipo habría sido un 6,5% más grande, o simplemente podría haber pertenecido a un animal de tamaño similar con un dentario más robusto. Admitió que, dado que solo se conoce un buen espécimen de Giganotosaurus, es posible que se encuentren individuos más grandes, ya que llevó más de un siglo encontrar a "Sue" después de que se descubrió a Tyrannosaurus. En 2014, Nizar Ibrahim y sus colegas estimaron que la longitud de Spinosaurus había superado los 15 metros, extrapolando un nuevo espécimen escalado para coincidir con el hocico descrito por Dal Sasso y sus colegas. Esto haría de Spinosaurus el dinosaurio carnívoro más grande de todos los tiempos.

## Descubrimiento e investigación

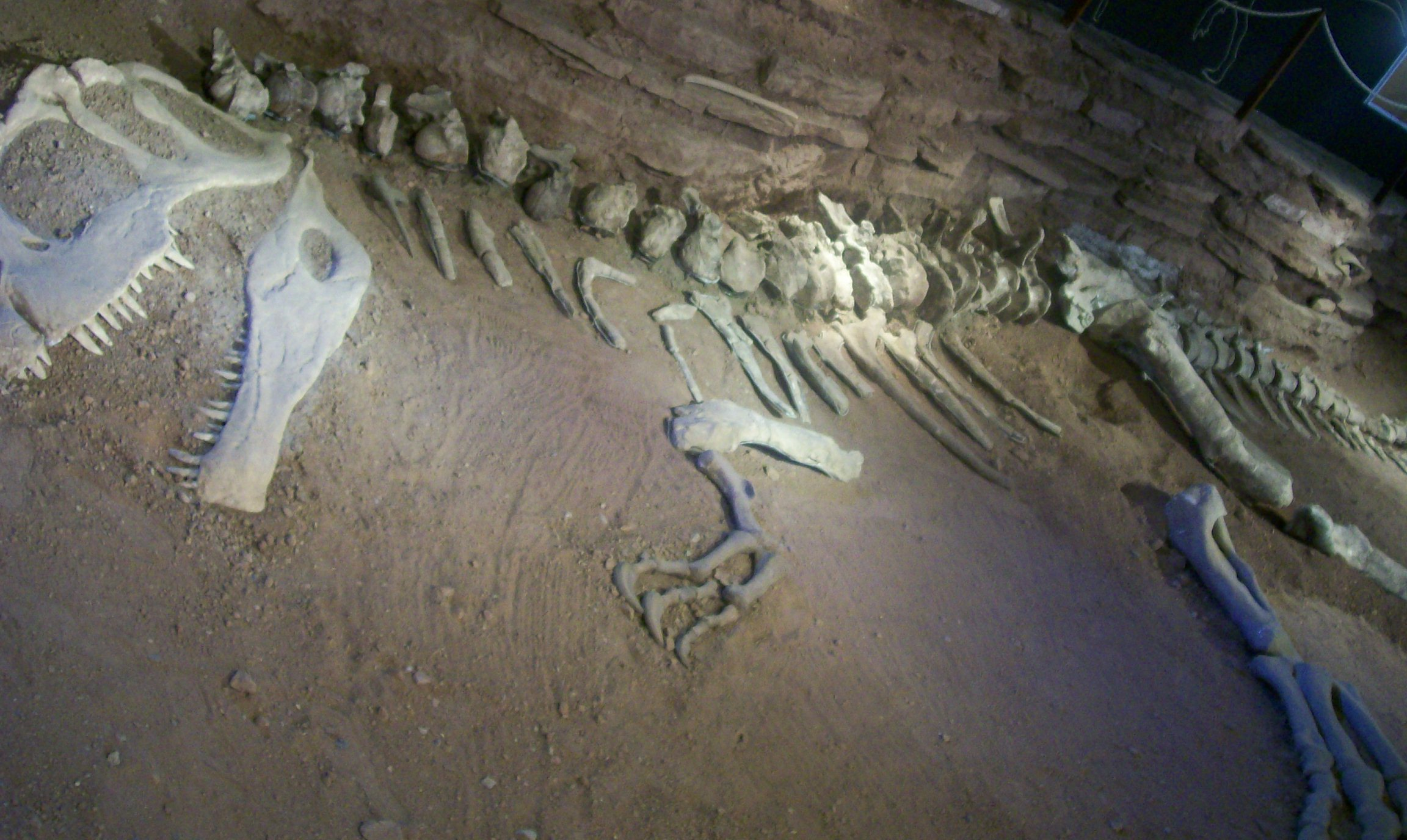
Restos de Giganotosaurus carolinii en el Museo Paleontológico Ernesto Bachmann de Villa El Chocón.

En el año 1993, el aficionado cazador de fósiles Rubén Carolini descubrió la tibia de un dinosaurio terópodo mientras recorría las tierras baldías de la provincia del Neuquén en la Patagonia argentina. La localización del descubrimiento fue en la Formación Candeleros, del Subgrupo Río Limay, solo 15 kilómetros al sur de la Villa El Chocón. Tras notificar el hallazgo a las autoridades, especialistas de la Universidad Nacional del Comahue llevaron a cabo el proceso de excavación. El descubrimiento fue anunciado por los paleontólogos argentinos Rodolfo Coria y Leonardo Salgado en una reunión de la Sociedad de Paleontología de Vertebrados en 1994, en cuyo transcurso el escritor de ciencia estadounidense Don Lessem ofreció financiar el resto de la excavación.

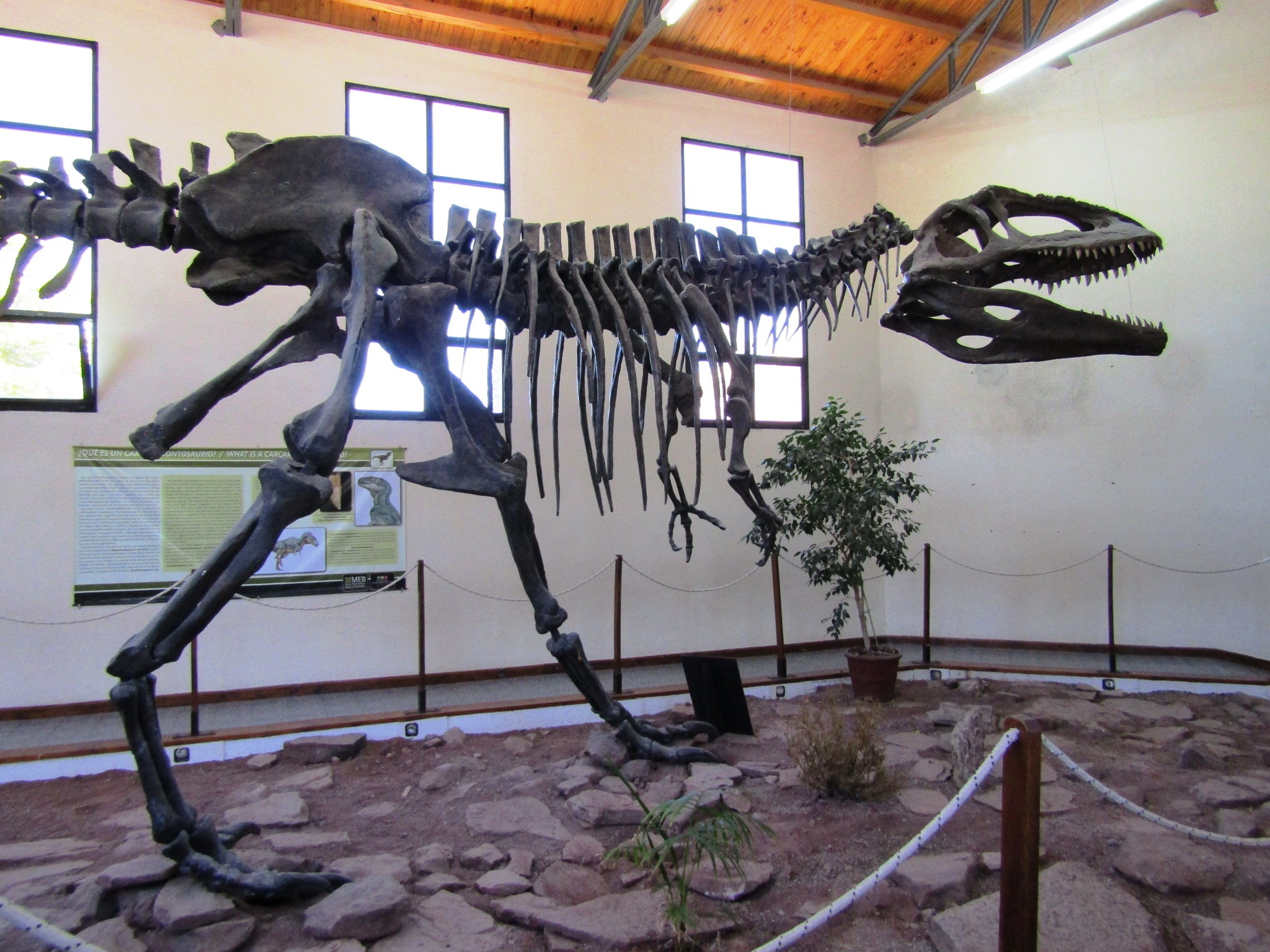
Reconstrucción montada del esqueleto, MPEB.

El espécimen fósil conserva casi el 70% de su esqueleto. Incluye partes parciales del cráneo, entre ellos el maxilar, el dentario, gran parte del hueso nasal, el hueso lagrimal y el postorbital, mientras que el esqueleto postcraneal desarticulado preserva la escápula, la pelvis, ambos fémures, una tibia, un peroné, varias costillas y gran parte de la columna vertebral. La descripción fue publicada en el año 1995 por Rodolfo Coria y Leonardo Salgado en la revista Nature. El espécimen holotipo, MUCPv-Ch-1, fue clasificado en el nuevo género y especie Giganotosaurus carolinii. Los restos se conservan en estado óptimo y están depositados en la colección de paleontología de vertebrados del Museo Paleontológico Ernesto Bachmann, en la Villa El Chocón de la provincia del Neuquén, Argentina. Dicha instalación fue inaugurada en 1995 por petición de Rubén Carolini. Giganotosaurus es la principal exposición en el museo, la "sala I" exhibe un esqueleto compuesto de restos originales y reconstruidos, los cuales se encuentran depositados sobre un suelo ambientado con arena; mientras que la "sala II" cuenta con la exhibición de una réplica esquelética montada.
Un segundo espécimen, MUCPv-95, fue descubierto en un sitio a 35 kilómetros al suroeste de Plaza Huincul, en la localidad de Cerro los Candeleros. Actualmente depositado en el Museo de Geología y Paleontología de la Universidad Nacional del Comahue. Se trata de un dentario incompleto de 61 centímetros de largo, que presenta 15 cuencas dentarias y que solo en tres de ellas hay dientes parciales. Tras su estudio en 1998, por Rodolfo Coria y Jorge Calvo, quedó evidenciado que tenía casi las mismas características anatómicas que el dentario del holotipo, salvo por una cosa, este nuevo espécimen resulta ser entre un 6,5% a un 8% más grande.

##### Etimología
El nombre del género hace referencia a su gran tamaño, y deriva del griego gigas, γίγας “gigante”, notos, νότος “sur” y –saurus, –σαύρος “lagarto”. El nombre de la especie tipo y única especie conocida, Giganotosaurus carolinii, es en reconocimiento al aficionado que descubrió sus restos en 1993, Rubén Carolini. 

### Otros hallazgos

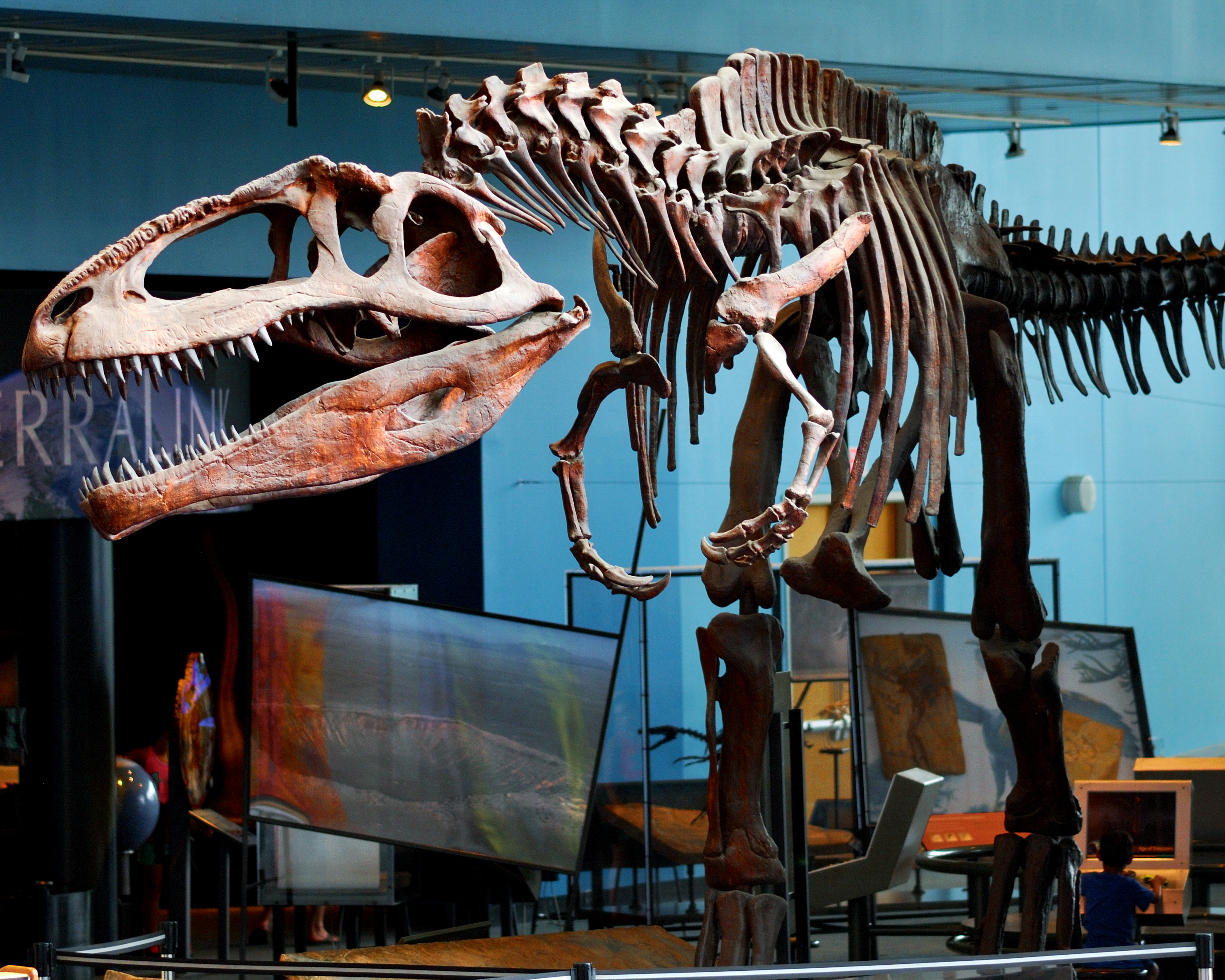
Reconstrucción del esqueleto en el Centro de Ciencias de Maryland, Baltimore.

En la formación de Chacarilla de la región de Tarapacá, Chile, se han hallado diversas huellas fosilizadas, que datan de entre finales del Jurásico y principios del Cretácico. Este material icnofósil fue reportado por primera vez en 1962 por los investigadores C. Galli y R. J. Digman, quienes atribuyeron de forma imprecisa unas grandes huellas de terópodo como pertenecientes a Tyrannosaurus rex y Allosaurus. Posteriormente, en 1999, se realizó un estudio centrado en la identificación de las huellas de terópodos de Chacarilla, dando como resultado el descubrimiento de la huella de terópodo más grande de América del Sur, perteneciente a una criatura de talla enorme (posiblemente de entre 13 a 14 metros) lo que a llevado a que se sugiera que estas grandes pisadas tridáctilas de 65 centímetros de largo fueron dejadas por un Giganotosaurus, pues no hay muchos carnívoros sudamericanos que hayan alcanzado tamaños similares. De cualquier forma, esto abre la posibilidad de que también Chile haya sido hábitat de grandes formas de vida carcarodontosáuridas.
En 1987, A. Delgado descubrió un gran diente incompleto, MUCPv-52, de terópodo en las proximidades del Lago Ezequiel Ramos Mexía. El espécimen, MUCPv-52 fue mencionado por Jorge Calvo en uno de sus estudios en 1999, lo identificó tentativamente a Giganotosaurus sp. y por lo tanto, el primer fósil hallado de este género en la Patagonia argentina. Calvo sugirió que algunos rastros de pisadas halladas en afloramientos rocosos próximos al Lago Ezequiel Ramos Mexía pertenecen al terópodo Giganotosaurus, en base al gran tamaño y la anatomía de estos. Calvo además sugirió que algunas rastros de huellas de terópodos y huellas aisladas, que forman la base del icnotaxón Abelichnus astigarrae en 1991, pertenecían a Giganotosaurus, debido a su gran tamaño. Las huellas más grandes miden 50 centímetros de largo con una zancada de 130 centímetros, y la más pequeña mide 36 centímetros de largo con una zancada de 100 centímetros. Las huellas son tridáctilas, de tres dedos y tienen dígitos grandes y gruesos, con impresiones de garras prominentes. Las impresiones de los dígitos ocupan la mayor parte de la longitud de la huella, y una huella tiene un talón delgado. Aunque las huellas se encontraron en un nivel estratigráfico más alto que los fósiles principales de Giganotosaurus, eran de los mismos estratos que el diente único y algunos dinosaurios saurópodos que también se conocen de los mismos estratos como Giganotosaurus .
También se han encontrado grandes dientes aserrados en el sitio paleontológico de La Buitrera en 2001, los cuales se han atribuido a Giganotosaurus.

## Clasificación

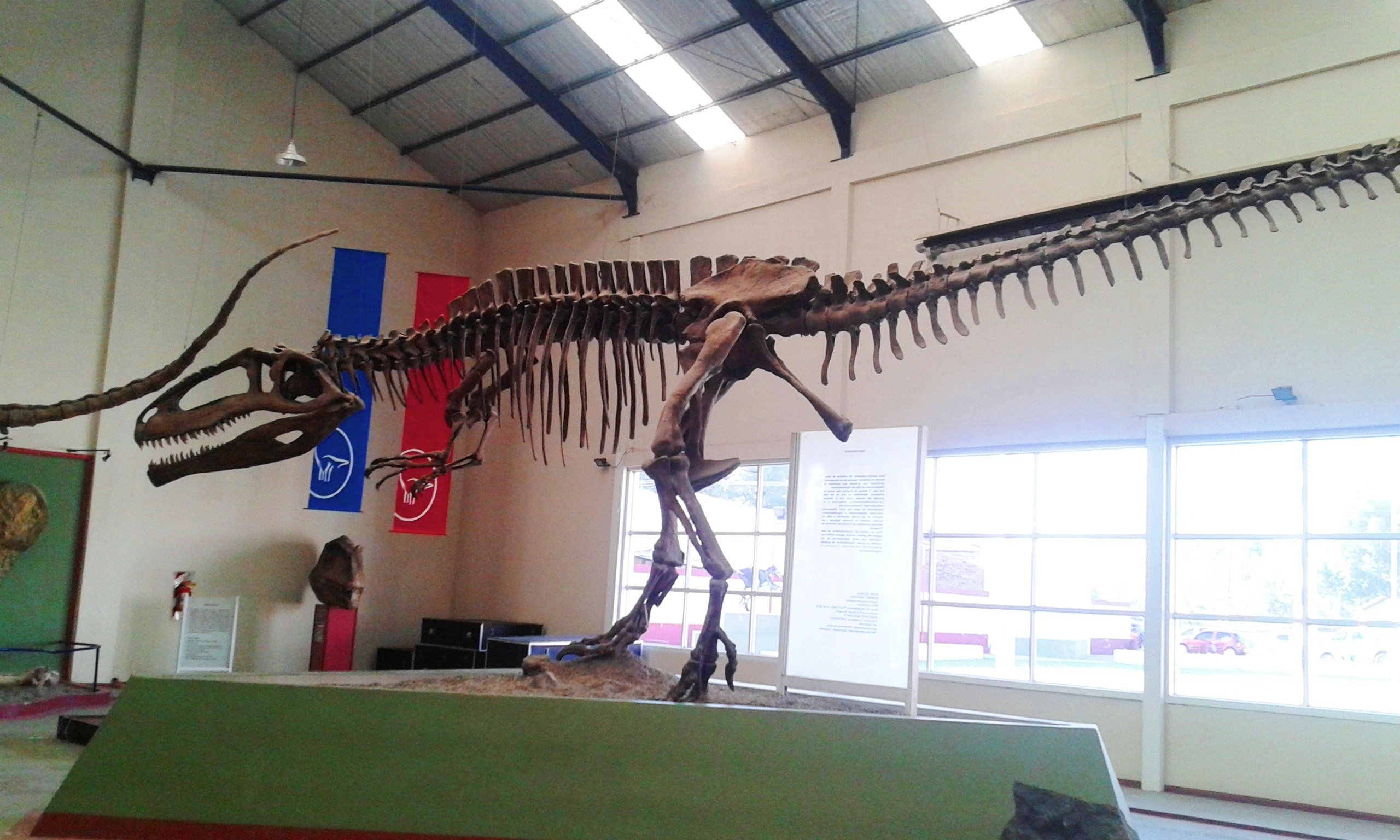
Réplica del esqueleto de Giganotosaurus carolinii en el Museo municipal Carmen Funes. Los dientes aserrados y estrechos, y la complexión relativamente delgada que se ve en esta especie es característico de los carcarodontosáuridos.

Giganotosaurus es un género del suborden Theropoda, relacionado con el clado Tetanurae, un grupo basal o "primitivo" de terópodos. Dicha posición sistemática se fundamenta con base en una serie de características anatómicas compartidas, sinapomorfías, en las piernas, el cráneo y la pelvis. Por lo tanto, no estaba relacionado con el clado derivado o "avanzado" Coelurosauria, que contiene a las aves y a sus parientes próximos, probablemente emplumados. Los estudios filogenéticos indicaron que pertenece a una familia de dinosaurios carnívoros llamada Carcharodontosauridae, familia que incluye todos los terópodos de la superfamilia Allosauroidea que están más relacionados con Carcharodontosaurus que con Allosaurus o Sinraptor. Este grupo de terópodos se caracteriza por tener fenestras craneales muy amplias y es normal ver que los huesos faciales presenten estructuras rugosas y esculpidas; la fusión de sus huesos craneales también es común en ellos. Aunque los miembros de esta familia de terópodos se registraron por primera vez en estratos del Cenomaniense en África con el descubrimiento de Carcharodontosaurus saharicus, el más completo registro fósil actualmente conocido de este grupo proviene de la Patagonia argentina, principalmente de las provincias del Neuquén, del Chubut y la de Río negro. Conocidos por los hallazgos de grandes taxones como Tyrannotitan chubutensis, Mapusaurus roseae y Giganotosaurus carolinii. Hoy en día se sabe que esta familia se encuentra ampliamente distribuida a lo largo y ancho del globo, con el descubrimiento de géneros como Concavenator de España o Kelmayisaurus y Shaochilong, ambos provenientes de China.

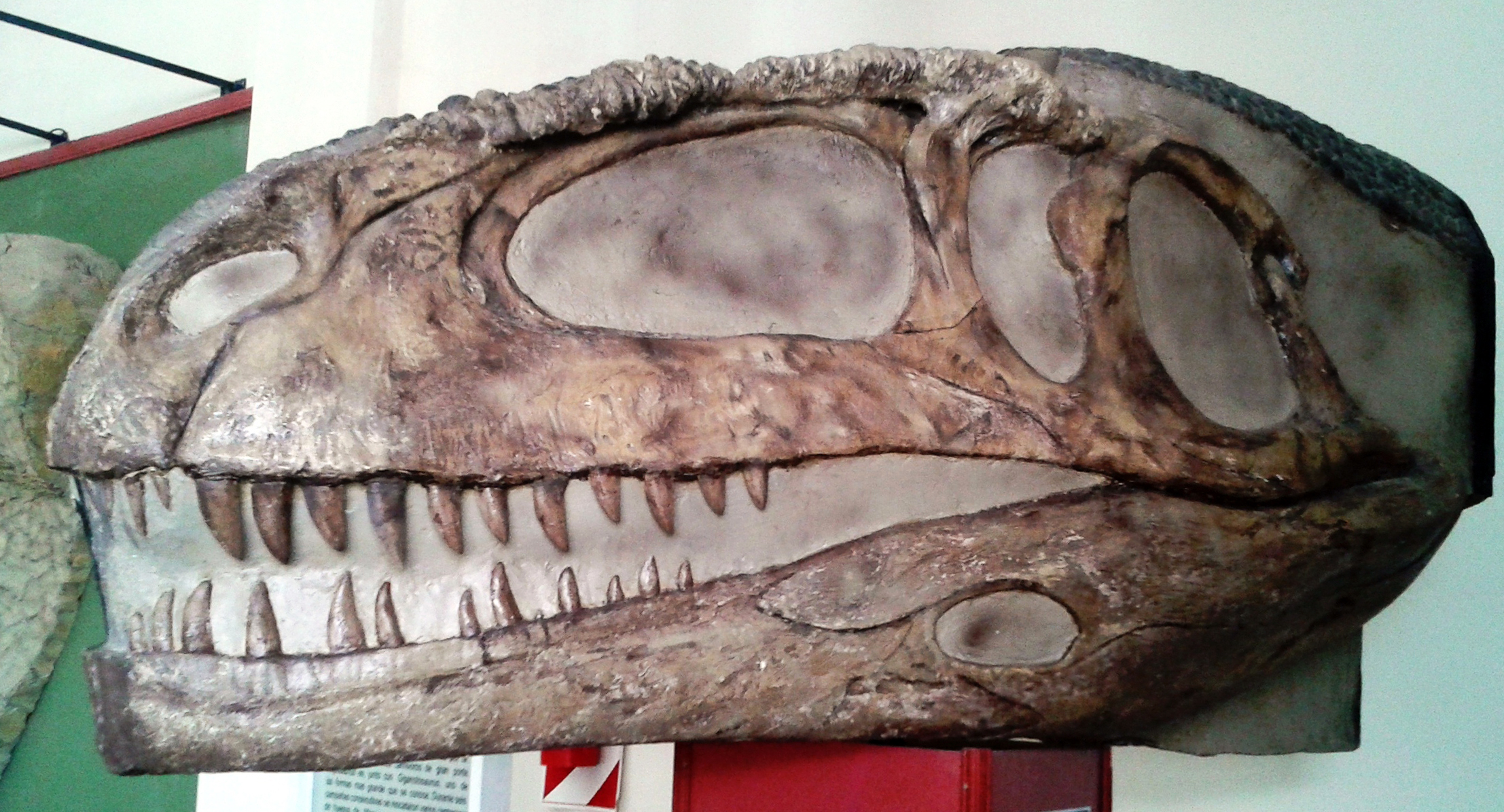
Reconstrucción del cráneo de Mapusaurus, taxón hermano de Giganotosaurus, en el Museo Carmen Funes.

Tanto los carcarodontosáuridos patagónicos como africanos, de mediados del periodo Cretácico, se encuentran estrechamente emparentados con Giganotosaurus. Tras el descubrimiento de Mapusaurus en el año 2006, caracteres homólogos del fémur y el cráneo demostraron un cercano parentesco con Giganotosaurus, inclusive mayor que en cualquier otro carcarodontosáurido. Basado en esta relación, los investigadores propusieron una nueva taxonomía monofilética, la subfamilia Giganotosaurinae, por Coria y Currie, definida por todos los carcarodontosáuridos que fuesen más cercanos a Giganotosaurus y Mapusaurus que a Carcharodontosaurus. En un principio se pensó incluir también a Tyrannotitan en esta subfamilia.
Posteriormente, en 2013, una revisión hecha por Novas et al., reordenó a varios de los géneros conocidos de la familia Carcharodontosauridae, en esta revisión se cambió a la subfamilia Giganotosaurinae por los Carcharodontosaurinae. En esta nueva subfamilia, solo están incluidos los carcarodontosáuridos que habitaron en Suramérica y África y que vivieron entre el Aptiano y el Cenomaniano. Por lo tanto, Carcharodontosaurus, Tyrannotitan, Mapusaurus y Giganotosaurus son los únicos géneros incluidos en esta subfamilia. Los tres últimos mencionados, los cuales corresponden solo a taxones patagónicos, fueron reasignados en una nueva tribu llamada Giganotosaurini. Estos tres géneros comparten entre sí varias características, como el proceso postorbital del yugal, el cual en los tres géneros hay una base amplia en sentido anteroposterior, desde el frente hasta la parte de atrás, no tienen pleurocelos en las vértebras caudales, y varias características del fémur como un cuarto trocánter reducido o una cresta cruzada mal definida en su zona distal también se repite en estos taxones, pero no en los demás miembros de Carcharodontosauridae.

### Filogenia
El siguiente cladograma se basa en el estudio de Apesteguía et al., 2016, mostrando la posición de Giganotosaurus dentro de la familia Carcharodontosauridae.
|  | Acrocanthosaurus |
|  |                  |
|  | Eocarcharia      |
|  |                  |

|  | Tyrannotitan                                                  |
|  |                                                               |
|  | \| \| Mapusaurus \| \| \| \| \| \| Giganotosaurus \| \| \| \| |
|  |                                                               |
|  | Mapusaurus                                                    |
|  |                                                               |
|  | Giganotosaurus                                                |
|  |                                                               |

|  | Mapusaurus     |
|  |                |
|  | Giganotosaurus |
|  |                |

|  | Tyrannotitan                                                  |
|  |                                                               |
|  | \| \| Mapusaurus \| \| \| \| \| \| Giganotosaurus \| \| \| \| |
|  |                                                               |
|  | Mapusaurus                                                    |
|  |                                                               |
|  | Giganotosaurus                                                |
|  |                                                               |

|  | Mapusaurus     |
|  |                |
|  | Giganotosaurus |
|  |                |

|  | Tyrannotitan                                                  |
|  |                                                               |
|  | \| \| Mapusaurus \| \| \| \| \| \| Giganotosaurus \| \| \| \| |
|  |                                                               |
|  | Mapusaurus                                                    |
|  |                                                               |
|  | Giganotosaurus                                                |
|  |                                                               |

|  | Mapusaurus     |
|  |                |
|  | Giganotosaurus |
|  |                |

|  | Tyrannotitan                                                  |
|  |                                                               |
|  | \| \| Mapusaurus \| \| \| \| \| \| Giganotosaurus \| \| \| \| |
|  |                                                               |
|  | Mapusaurus                                                    |
|  |                                                               |
|  | Giganotosaurus                                                |
|  |                                                               |

|  | Mapusaurus     |
|  |                |
|  | Giganotosaurus |
|  |                |

|  | Acrocanthosaurus |
|  |                  |
|  | Eocarcharia      |
|  |                  |

|  | Tyrannotitan                                                  |
|  |                                                               |
|  | \| \| Mapusaurus \| \| \| \| \| \| Giganotosaurus \| \| \| \| |
|  |                                                               |
|  | Mapusaurus                                                    |
|  |                                                               |
|  | Giganotosaurus                                                |
|  |                                                               |

|  | Mapusaurus     |
|  |                |
|  | Giganotosaurus |
|  |                |

|  | Tyrannotitan                                                  |
|  |                                                               |
|  | \| \| Mapusaurus \| \| \| \| \| \| Giganotosaurus \| \| \| \| |
|  |                                                               |
|  | Mapusaurus                                                    |
|  |                                                               |
|  | Giganotosaurus                                                |
|  |                                                               |

|  | Mapusaurus     |
|  |                |
|  | Giganotosaurus |
|  |                |

|  | Tyrannotitan                                                  |
|  |                                                               |
|  | \| \| Mapusaurus \| \| \| \| \| \| Giganotosaurus \| \| \| \| |
|  |                                                               |
|  | Mapusaurus                                                    |
|  |                                                               |
|  | Giganotosaurus                                                |
|  |                                                               |

|  | Mapusaurus     |
|  |                |
|  | Giganotosaurus |
|  |                |

|  | Tyrannotitan                                                  |
|  |                                                               |
|  | \| \| Mapusaurus \| \| \| \| \| \| Giganotosaurus \| \| \| \| |
|  |                                                               |
|  | Mapusaurus                                                    |
|  |                                                               |
|  | Giganotosaurus                                                |
|  |                                                               |

|  | Mapusaurus     |
|  |                |
|  | Giganotosaurus |
|  |                |

|  | Acrocanthosaurus |
|  |                  |
|  | Eocarcharia      |
|  |                  |

|  | Tyrannotitan                                                  |
|  |                                                               |
|  | \| \| Mapusaurus \| \| \| \| \| \| Giganotosaurus \| \| \| \| |
|  |                                                               |
|  | Mapusaurus                                                    |
|  |                                                               |
|  | Giganotosaurus                                                |
|  |                                                               |

|  | Mapusaurus     |
|  |                |
|  | Giganotosaurus |
|  |                |

|  | Tyrannotitan                                                  |
|  |                                                               |
|  | \| \| Mapusaurus \| \| \| \| \| \| Giganotosaurus \| \| \| \| |
|  |                                                               |
|  | Mapusaurus                                                    |
|  |                                                               |
|  | Giganotosaurus                                                |
|  |                                                               |

|  | Mapusaurus     |
|  |                |
|  | Giganotosaurus |
|  |                |

|  | Tyrannotitan                                                  |
|  |                                                               |
|  | \| \| Mapusaurus \| \| \| \| \| \| Giganotosaurus \| \| \| \| |
|  |                                                               |
|  | Mapusaurus                                                    |
|  |                                                               |
|  | Giganotosaurus                                                |
|  |                                                               |

|  | Mapusaurus     |
|  |                |
|  | Giganotosaurus |
|  |                |

|  | Tyrannotitan                                                  |
|  |                                                               |
|  | \| \| Mapusaurus \| \| \| \| \| \| Giganotosaurus \| \| \| \| |
|  |                                                               |
|  | Mapusaurus                                                    |
|  |                                                               |
|  | Giganotosaurus                                                |
|  |                                                               |

|  | Mapusaurus     |
|  |                |
|  | Giganotosaurus |
|  |                |

|  | Acrocanthosaurus |
|  |                  |
|  | Eocarcharia      |
|  |                  |

|  | Tyrannotitan                                                  |
|  |                                                               |
|  | \| \| Mapusaurus \| \| \| \| \| \| Giganotosaurus \| \| \| \| |
|  |                                                               |
|  | Mapusaurus                                                    |
|  |                                                               |
|  | Giganotosaurus                                                |
|  |                                                               |

|  | Mapusaurus     |
|  |                |
|  | Giganotosaurus |
|  |                |

|  | Tyrannotitan                                                  |
|  |                                                               |
|  | \| \| Mapusaurus \| \| \| \| \| \| Giganotosaurus \| \| \| \| |
|  |                                                               |
|  | Mapusaurus                                                    |
|  |                                                               |
|  | Giganotosaurus                                                |
|  |                                                               |

|  | Mapusaurus     |
|  |                |
|  | Giganotosaurus |
|  |                |

|  | Tyrannotitan                                                  |
|  |                                                               |
|  | \| \| Mapusaurus \| \| \| \| \| \| Giganotosaurus \| \| \| \| |
|  |                                                               |
|  | Mapusaurus                                                    |
|  |                                                               |
|  | Giganotosaurus                                                |
|  |                                                               |

|  | Mapusaurus     |
|  |                |
|  | Giganotosaurus |
|  |                |

|  | Tyrannotitan                                                  |
|  |                                                               |
|  | \| \| Mapusaurus \| \| \| \| \| \| Giganotosaurus \| \| \| \| |
|  |                                                               |
|  | Mapusaurus                                                    |
|  |                                                               |
|  | Giganotosaurus                                                |
|  |                                                               |

|  | Mapusaurus     |
|  |                |
|  | Giganotosaurus |
|  |                |

## Paleobiología

### Estructura endocraneal y cerebral

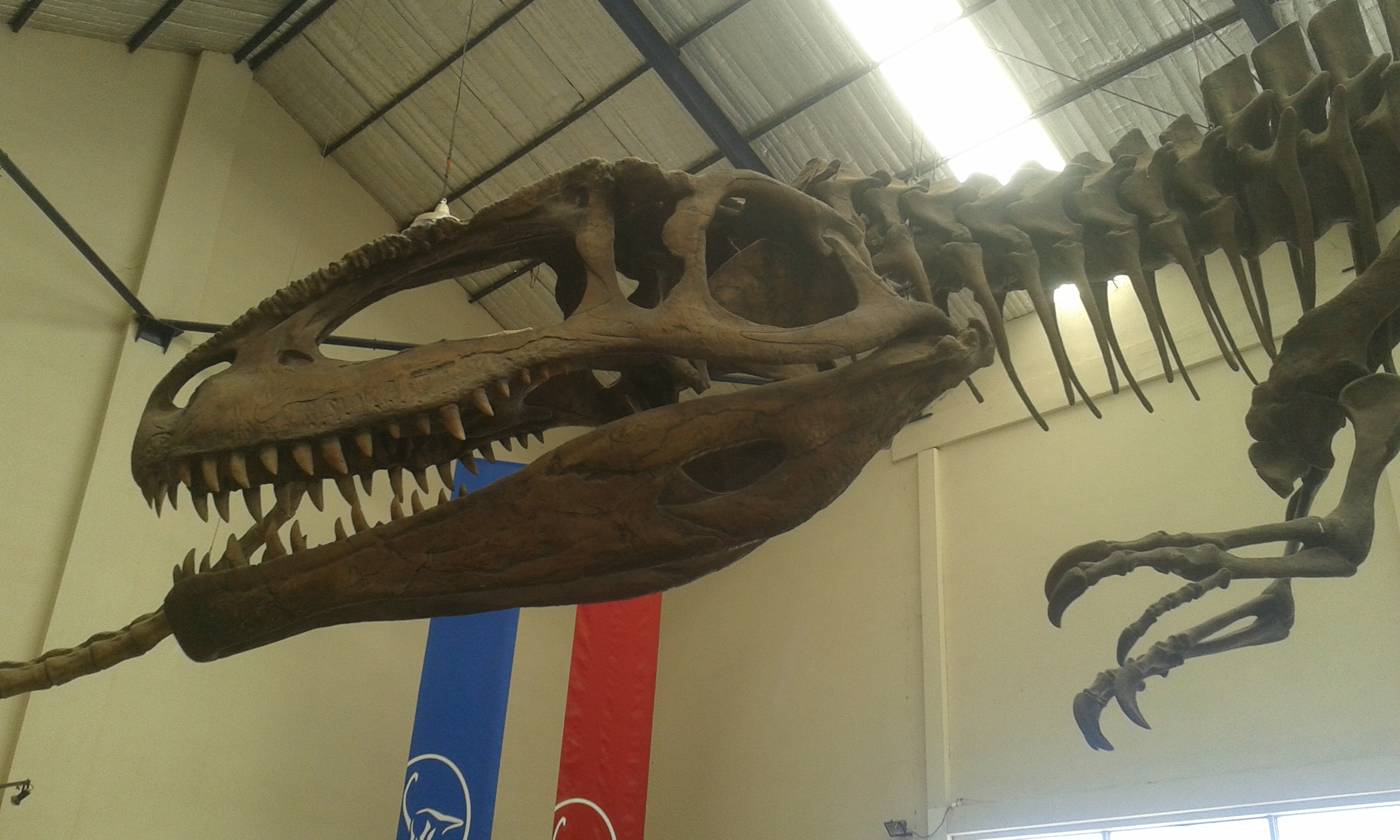
Detalle de un cráneo de Giganotosaurus carolinii en el Museo Carmen Funes.

Entre el material fósil exhumado del holotipo se encontraba el neurocráneo, estructura ósea que daba asentamiento al cerebro, a sus estructuras nerviosas y vasculares anexas y al líquido cefalorraquídeo. Cuando el animal muere, todo el material blando dentro del neurocráneo se descompone rápidamente, dejando paso una cavidad hueca llamada bóveda craneal. A partir de esto, científicos han investigado dicha estructura al reconstruirla tanto digital, mediante el uso de tomografías computarizadas, como físicamente, mediante el relleno de la bóveda craneal con resina de látex. Con ambos métodos se creó un molde de esta cavidad interna, llamado endomolde, que facilita la investigación y determinación de la mayoría de los rasgos externos que habría tenido el encéfalo del animal cuando estaba vivo.
En Giganotosaurus, el endomolde es de forma similar a una banana. Los dos estudios realizados sobre esta estructura interna calcularon su volumen en 275 cm³. La mayor parte de este espacio hubiese sido ocupado por el cerebro, potencialmente hasta en un 95%. Una característica destacable del endomolde de Giganotosaurus fue el gran tamaño de los lóbulos olfatorios, que son incluso más desarrollados que en Tyrannosaurus rex, siendo robusto, largo y superficialmente convexo en la cara subdorsal. La comparación entre ambos endomoldes reveló también que Tyrannosaurus habría tenido los lóbulos ópticos más desarrollados que en el dinosaurio patagónico, y un endomolde de mayor tamaño, 343 cm³.

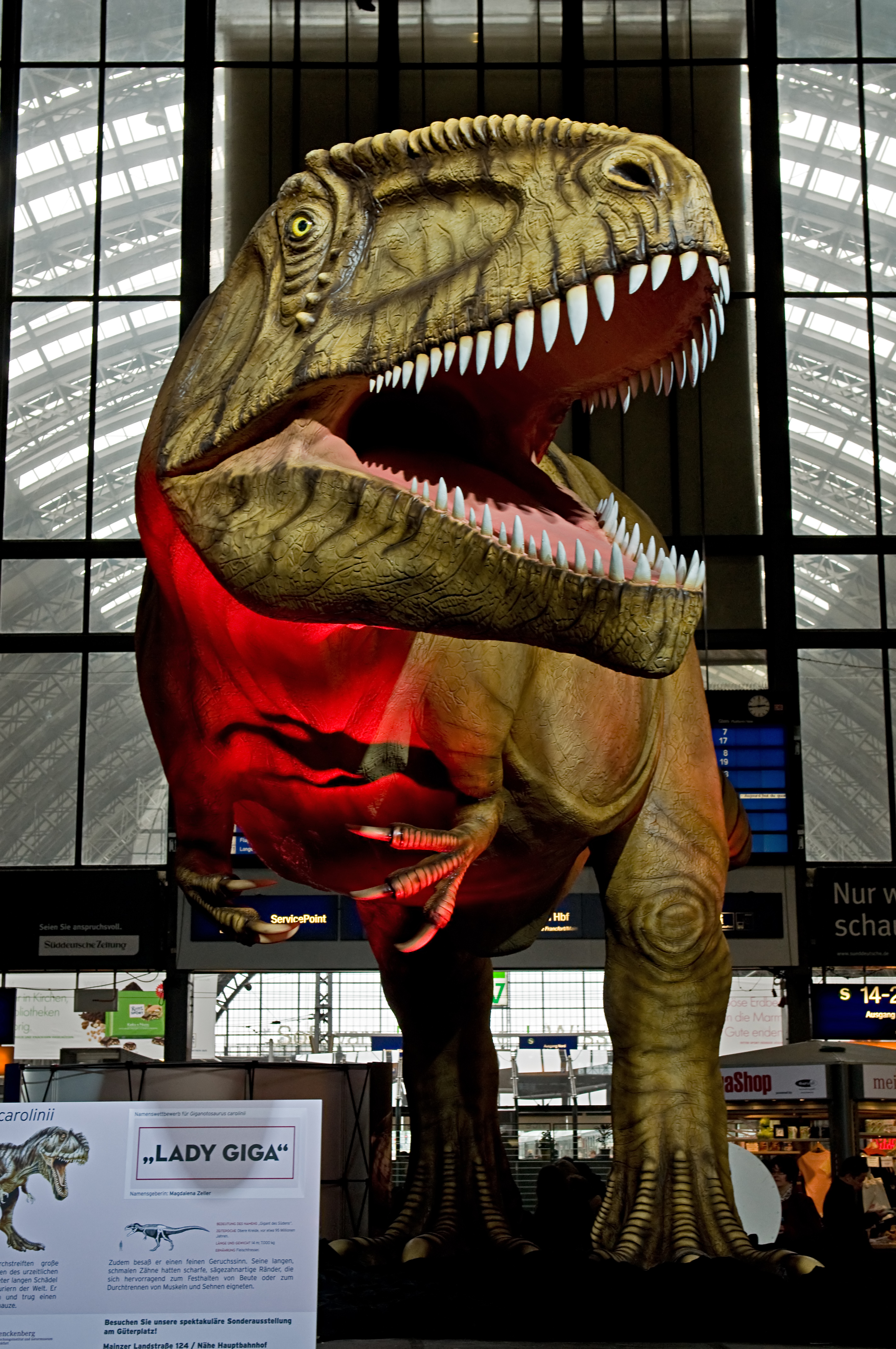
Como se ve en este modelo, es más probable que su piel estuviera cubierta de escamas y no de plumas. Descubrimiento hecho por las relaciones filogenéticas halladas en estudios sobre su cerebro.

Aun así, Giganotosaurus es propietario del endomolde más grande de todos los carcarodontosáuridos, tanto en volumen como en longitud. Es un 19% más largo y posee un volumen 23% mayor que el de su pariente africano Carcharodontosaurus saharicus, a pesar de que sus cráneos fueron de tamaño similar. La comparación entre los endomoldes de Carcharodontosaurus y Giganotosaurus ha revelado que ambos géneros presentan prácticamente la misma alineación en los vasos sanguíneos y nervios craneales. También la morfología general de ambos endomoldes es muy similar, lo que apoya una estrecha relación filogenética entre ambos taxones. No así con Acrocanthosaurus, cuyo endomolde, además de ser considerablemente más pequeño, tiene diferencias anatómicas mucho más marcadas. En Giganotosaurus, tal como en los demás carcarodontosáuridos, no se han encontrado claras marcas vasculares en la región interior del neurocráneo, hecho que se repite también en todos los terópodos tetanuros más basales. Esto es muy similar a lo que ocurre con los reptiles actuales, e indica un cerebro de menor tamaño en proporción a todo el espacio disponible en la bóveda craneal. En cambio, en los endomoldes realizados en especies de celurosaurios maniraptores, grupo que incluye a las aves y sus parientes más cercanos, sí se aprecian notorias marcas vasculares en la bóveda craneal. Esto indica que el cerebro en aves y parientes próximos, al tener una dimensión muy similar al espacio total disponible de la bóveda craneal, se veía obligado a encontrarse mucho más próximo a sus paredes óseas, causando que sus órganos vasculares y nerviosos tuviesen mayor contacto con la cubierta ósea, lo que facilitaría la marcación gradual de estos tejidos en el hueso. La ausencia casi total de marcas vasculares y nerviosas en Giganotosaurus, como en los demás carcharodontosáuridos, los sitúan en una posición filogenética más primitiva y alejada de las aves que en otras especies como Tyrannosaurus rex o Velociraptor. Debido a esto, se priorizan las reconstrucciones en vida de este animal con escamas a las de plumas.

### Termorregulación
Para entender mejor el comportamiento de los dinosaurios terópodos, como Giganotosaurus y Tyrannosaurus rex, es importante conocer su metabolismo y método de termorregulación corporal. Con esos datos se pueden hacer interpretaciones más acertadas de su conducta en vida, como la cantidad de carne que debía comer, cuánto territorio debía cubrir para conseguir su alimento, qué tan activo era, su tasa de crecimiento o estrategias de reproducción, entre otros. 
Mediante el estudio de los isótopos de oxígeno en el fosfato de los fósiles es posible determinar la distribución térmica del cuerpo de un organismo ya extinto. Mientras más similares son los isótopos de oxígeno, más similar y constante es la temperatura corporal, a lo que se llama homeotermia. En un animal de sangre caliente, o endotermo, la distribución térmica es mucho más uniforme que en uno de sangre fría, o ectotérmico. 
Tras utilizar este método en 84 muestras de 13 huesos fósiles estudiados de Giganotosaurus, se reveló que la diferencia térmica entre las vértebras del tronco y la tibia de la pierna no era mayor a los 5 °C, evidencia que sugiere que Giganotosaurus presentaba homeotermia y un metabolismo intermedio, más alto que en los reptiles actuales de sangre fría pero menor a los mamíferos y aves actuales de sangre caliente. Esto hubiera favorecido un comportamiento de caza y vida activa y posiblemente un patrón de crecimiento rápido. Estas conclusiones también se dieron en otro gran terópodo que vivió en una época y ubicación muy distinta, Tyrannosaurus rex, cuyo rango de temperatura entre el núcleo del cuerpo y las extremidades rondaba entre los 4 y 5 °C.

### Locomoción

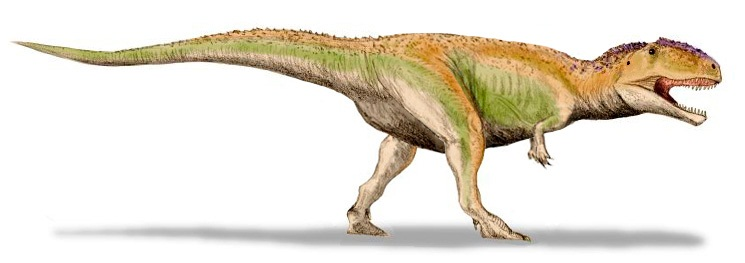
Restauración de un ejemplar caminando.

Entre los rasgos de Giganotosaurus que indicaban un comportamiento de depredador y no solo de carroñero están su cuerpo poderoso pero ligero y sus patas grandes y musculosas, más grandes que las de cualquier otro terópodo. Su larga y fornida cola equilibraba su peso al desplazarse. Sus pies estaban dotados de un tejido almohadillado que funcionaba como resorte. Los huesos largos de sus patas estaban funcionalmente unidos entre sí para transmitir las fuerzas generadas por las piernas y por sus fuertes pisadas, tal como ocurría en los demás terópodos. Esto hacía de Giganotosaurus  depredadores robustos pero relativamente rápidos, especializados en capturar presas de mediano a gran tamaño. Sin embargo, el riesgo a graves lesiones que una caída al suelo provocaría en un animal tan grande en plena carrera, hubiese sido un factor bastante limitante. 
En 2001, Ernesto Blanco y Gerardo Mazzetta evaluaron la capacidad cursorial de Giganotosaurus. Descubrieron que en el momento de correr, los animales bípedos se desequilibran cada vez más a medida que aumentaban de rapidez. Tomando en cuenta esto, calcularon el tiempo que tardaría una de las piernas de Giganotosaurus en recuperar el equilibrio después de la retracción de la pierna contraria, buscando el límite superior de velocidad que las piernas le permitiesen alcanzar sin que hubiera peligro de caerse. Se estimó que la rapidez máxima de Giganotosaurus, en una superficie ideal, hubiese sido de hasta 14 metros por segundo, alrededor de 50 kilómetros por hora.

### Alimentación

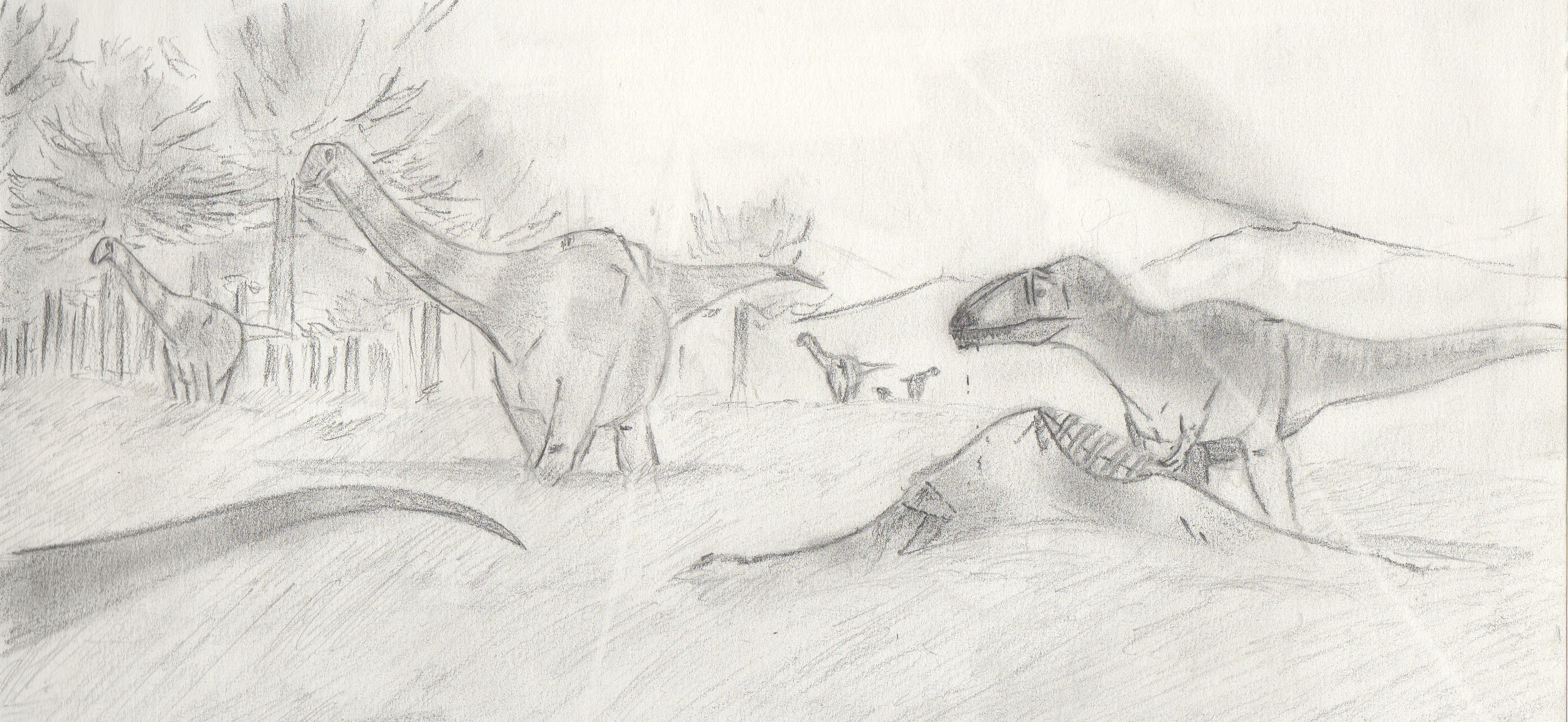
Ilustración de un Giganotosaurus alimentándose de los restos de un Andesaurus.

En 2002, Coria y Currie descubrieron varias características en la parte posterior del cráneo de Giganotosaurus, por ejemplo, una inclinación hacia adelante del occipucio y un amplio cóndilo occipital, que sugerían una buena capacidad para mover la cabeza de lado a lado con respecto a las vértebras delanteras del cuello. Estas características pudieron haberse relacionado con el aumento de masa y longitud de los músculos de la quijada. La articulación mandibular de Giganotosaurus y de otros carcarodontosáuridos, se encontraba en una posición más posterior que en otros terópodos para aumentar la longitud de los músculos de la mandíbula. Esto permitía un cierre más rápido de sus fauces. Los tiranosáuridos en cambio, incrementaron la masa muscular de la mandíbula inferior, para aumentar la potencia de su mordida.

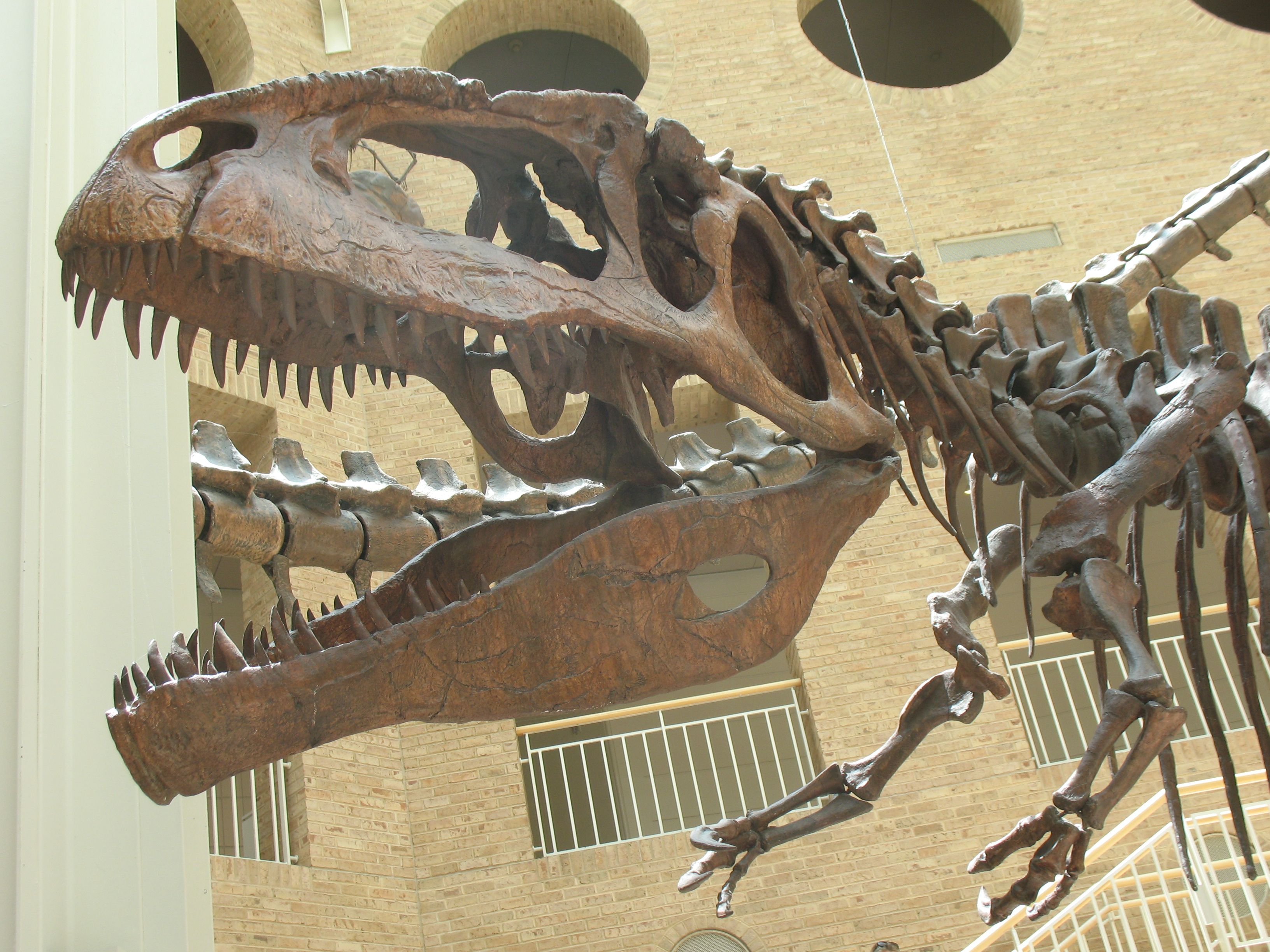
Esqueleto de un Giganotosaurus en posición ataque, en el Museo Fernbank de Historia Natural, Georgia.

Varios científicos han analizado y estimado la fuerza relativa de mordida en terópodos y cómo éstos posiblemente lo empleaban en el momento de enfrentarse a sus adversarios. Se descubrió que Giganotosaurus y taxones relacionados tenían adaptaciones para capturar y derribar a sus presas al someterlas con rápidas y energéticas mordeduras. Sus fauces estaban armadas con dientes curvos y aserrados, diseñados para desgarrar profundamente la carne de sus víctimas, causando graves heridas y abundante pérdida de sangre; mientras que las robustas y gruesas mandíbulas de los tiranosáuridos estaban adaptadas para ejercer y resistir elevados niveles de torsión mecánica y estrés físico cuando trituraban la carne de sus presas y aplastaban huesos. 

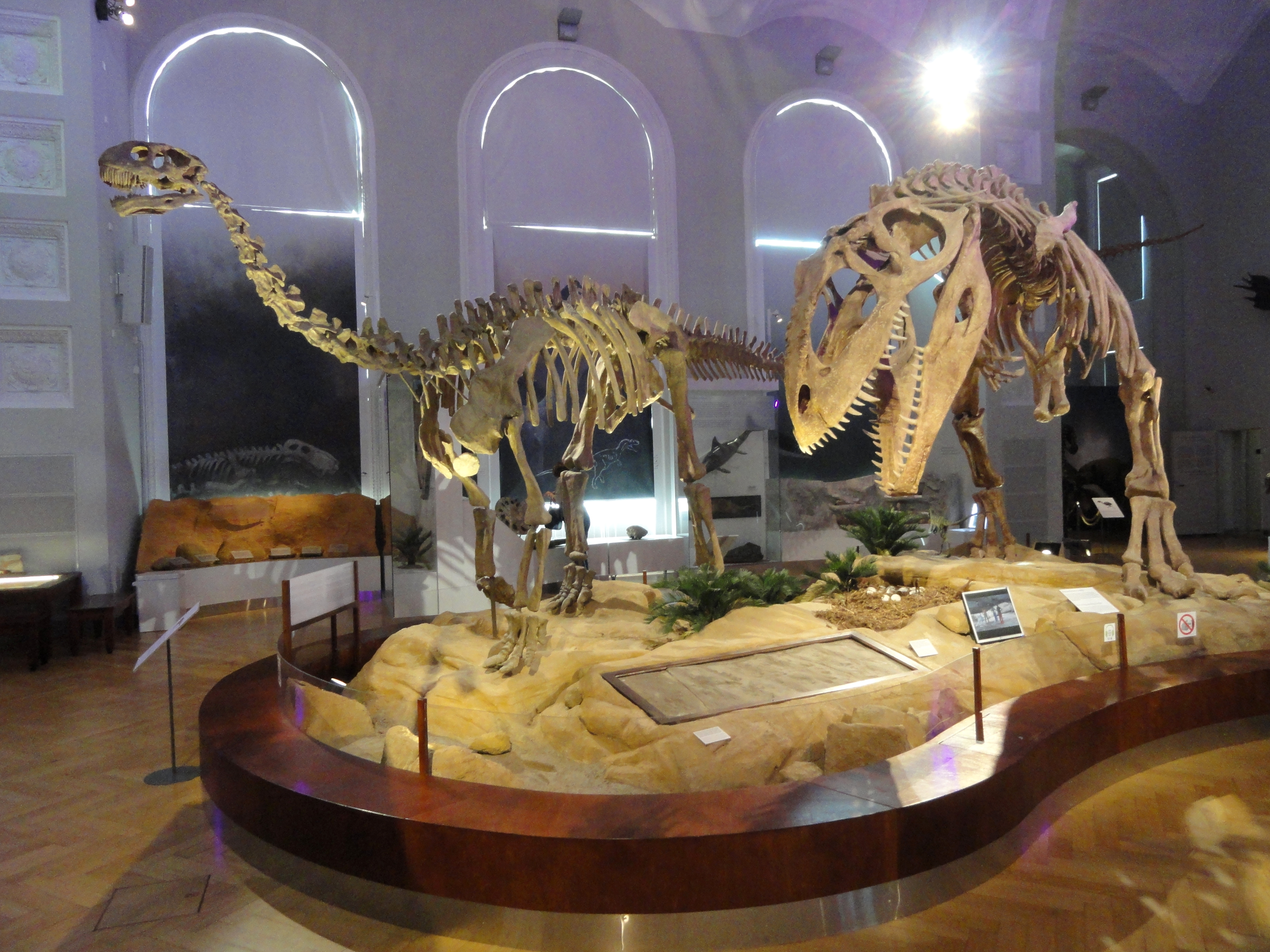
Montaje esquelético de Giganotosaurus atacando a un saurópodo, en el Museo de Historia Natural de Helsinki.

La fuerza de mordida de Giganotosaurus no era tan potente como la de Tyrannosaurus rex. Mediante diseños biomecánicos, se ha estimado que la fuerza máxima de mordida de Giganotosaurus fue de 13.258 N. Por otro lado, las mandíbulas más cortas y macizas de Tyrannosaurus rex alcanzaban una fuerza máxima de 35.000-57.000 N. Giganotosaurus probablemente utilizaba la parte delantera de sus fauces para capturar, manipular y someter a sus víctimas, mientras que la parte posterior de sus quijadas la empleaba para desgarrar la carne de las presas ya abatidas. 
Estos autores sugirieron que Giganotosaurus y otros alosauroides pudieron haber sido depredadores generalistas, en decir, se alimentaban de un amplio espectro de presas y habitualmente más pequeñas que ellas, como ornitópodos o saurópodos juveniles. El proceso inferior óseo del dentario, la "barbilla" pudo haber sido una adaptación para resistir la tracción a la que se sometían sus mandíbulas a la hora de forcejear contra una presa.
Los primeros fósiles conocidos de Mapusaurus, taxón hermano de Giganotosaurus, fueron encontrados en un lecho fosilífero que albergaba a varios ejemplares de diferentes edades y tamaños. En la descripción de este género, los autores sugirieron que, aunque pudo haber sido un hecho casual, la presencia de individuos de diferentes desarrollos ontogénicos pero de un mismo taxón abre la puerta a la posibilidad de que hayan sido enterrados juntos porque vivían en grupo.
En un artículo de 2006 de National Geographic, el paleontólogo Rodolfo Coria señala que la presencia de varios ejemplares de tamaño medio, y solo unos cuantos de gran y pequeño tamaño coincide con los patrones vistos en animales que viven en grupos, especialmente depredadores. Además, señala que el lecho fosilífero que albergaba a todos estos ejemplares quizás se produjo por un evento natural catastrófico, como una inundación, que los sepultó en un periodo corto de tiempo. A partir de estas evidencias, Coria sugiere que grandes terópodos podrían haber cazado en grupos, lo que sería ventajoso cuando se disponían a cazar saurópodos gigantescos.

## Paleoecología

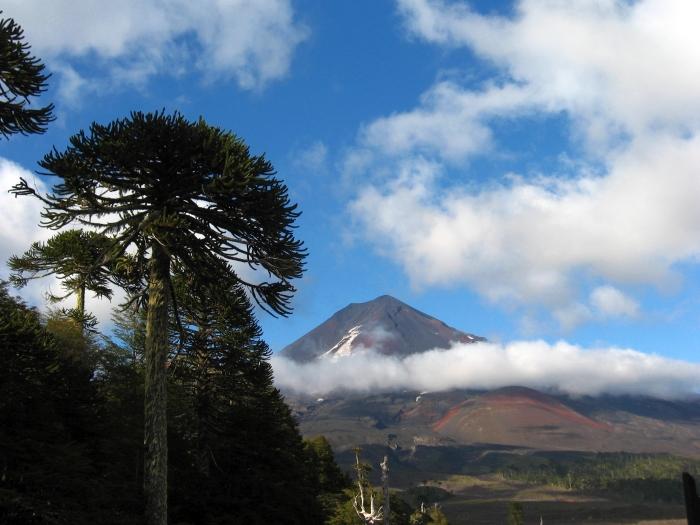
El parque nacional Conguillio y otras zonas abundantes en araucarias, presentan similitudes con el ambiente en que vivió Giganotosaurus, hace 96 millones de años.

A mediados del período Cretácico, en la Patagonia argentina, la mayoría de los cursos de agua desembocaban en el Océano Pacífico dado que la Cordillera de los Andes no existía. El territorio en que habitó Giganotosaurus se encontraba rodeado de exuberantes bosques de coníferas, helechos y cícadas, siendo dominado por grandes árboles de araucarias y palmeras. Recién habían aparecido las plantas con flores y de hoja ancha. Hubo dos estaciones, desde un largo periodo seco a otro más corto y caracterizado por lluvias intensas, repitiéndose ambas de manera recíproca a lo largo del año. La interrogante sobre la presencia de especies tan gigantescas en casi el mismo periodo de tiempo y en el mismo territorio sigue siendo una incógnita. Pudo deberse al clima cálido y al ambiente exuberante de aquel entonces, y esto, junto a las vastas llanuras aluviales, favoreció el desarrollo de gigantescas formas de vida. Otro posible factor hubiesen sido las diferencias térmicas entre el día y la noche, esto favorecería a las especies más grandes, ya que mientras mayor sea el volumen del animal, éste podrá retener más calor durante más tiempo, y así verse menos afectado durante los cambios drásticos de temperatura que ocurrían entre el día y la noche.

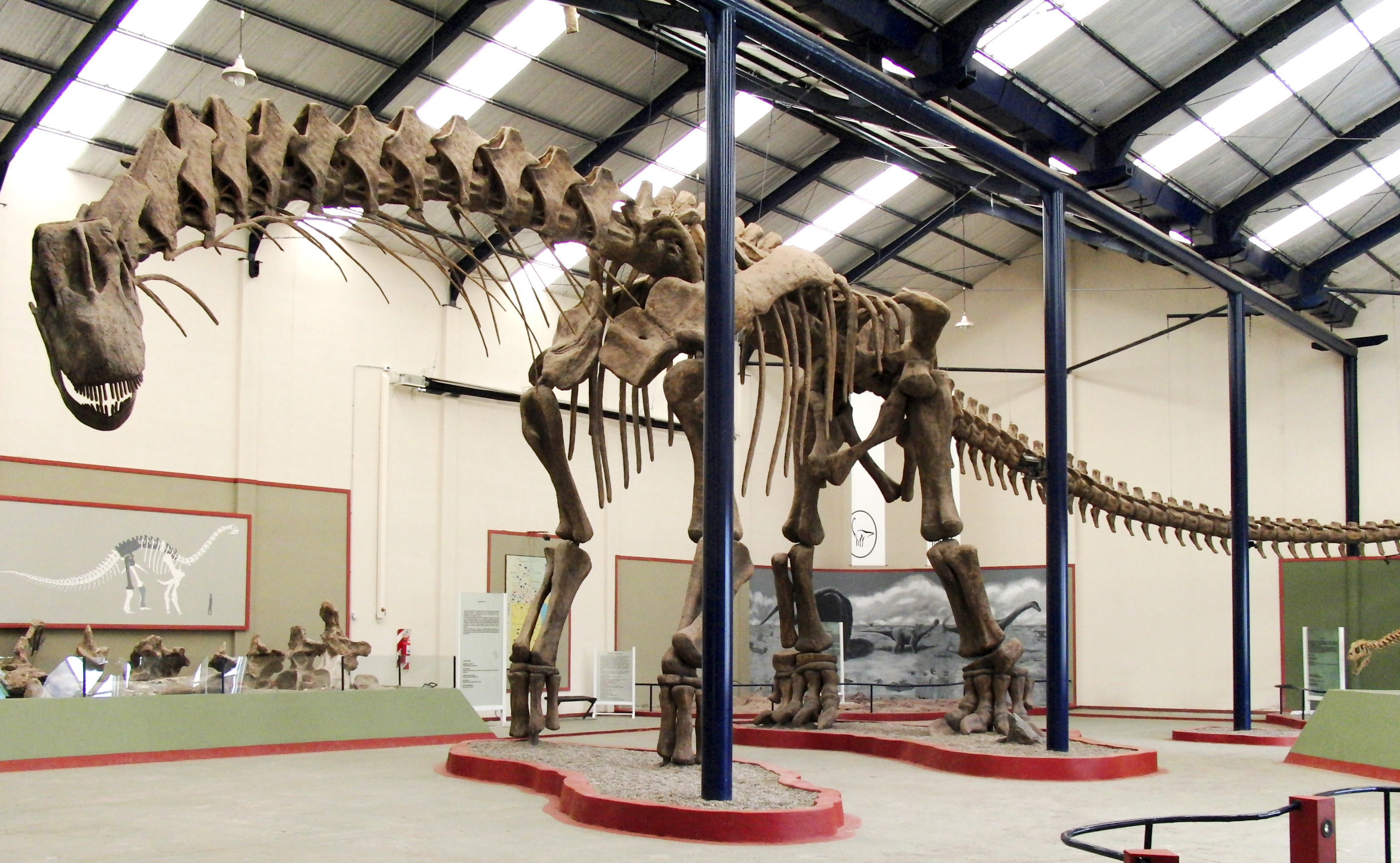
Reconstrucción del esqueleto de Argentinosaurus, en el Museo Carmen Funes, de Plaza Huincul. Este género fue uno de los dinosaurios más grandes que se han conocido. Convivió con carcarodontosáuridos similares a Giganotosaurus y pudo haber sido una de sus presas.

En ese tiempo Sudamérica se encontraba mucho más cerca de África de lo que se encuentra ahora, y antes, en el Cretácico Inferior se encontraban unidos en una sola gran masa de tierra. Esta cercanía entre dichos continentes generó ecosistemas muy similares con especies parecidas. Grupos de dinosaurios como los carcharodontosáuridos, abelisáuridos y titanosaurios, entre otros, proliferaron en estas zonas. Géneros como Giganotosaurus y Carcharodontosaurus, o Argentinosaurus y Paralititan son claros ejemplos del hallazgo de faunas anatómicamente muy similares y en rocas de casi la misma antigüedad; evidencias como estas respaldan la teoría de que continentes ahora alegados, estuvieron alguna vez muy próximos.
Se ha especulado que Giganotosaurus carolinii y otros giganotosaurinos, como Mapusaurus roseae, cazaban en manadas. Entre los saurópodos sudamericanos de esta época se encontraban titanosaurios Andesaurus delgadoi y rebaquiosáuridos como Cathartesaura anaerobica y Limaysaurus tessonei.
Con presas de tales dimensiones no resultaría conveniente para los giganotosaurinos tratar de cazar a algún ejemplar adulto si no adoptaran un comportamiento de caza grupal. Además, los lóbulos olfativos muy desarrollados y los ópticos poco desarrollados han llevado a suponer a los paleontólogos que Giganotosaurus era un cazador frecuentemente nocturno, utilizando su olfato para guiarse a través de la noche. Tratándose de presas tan grandes, un ataque en manada y de noche resultaría más seguro para los predadores, ya que a los herbívoros les sería más complicado alertarse de su presencia en la oscuridad. Otras presas potenciales hubiesen sido ornitópodos iguanodontianos no identificados de tamaño medio, localizados en la misma formación geológica que Giganotosaurus. Entre los terópodos carnívoros que compitieron contra los giganotosaurinos por los mismos nichos ecológicos se encontraba Ekrixinatosaurus novasi, un abelisáurido, un posible neovenatórido, y Buitreraptor gonzalezorum, un dromeosáurido.

## En la cultura popular

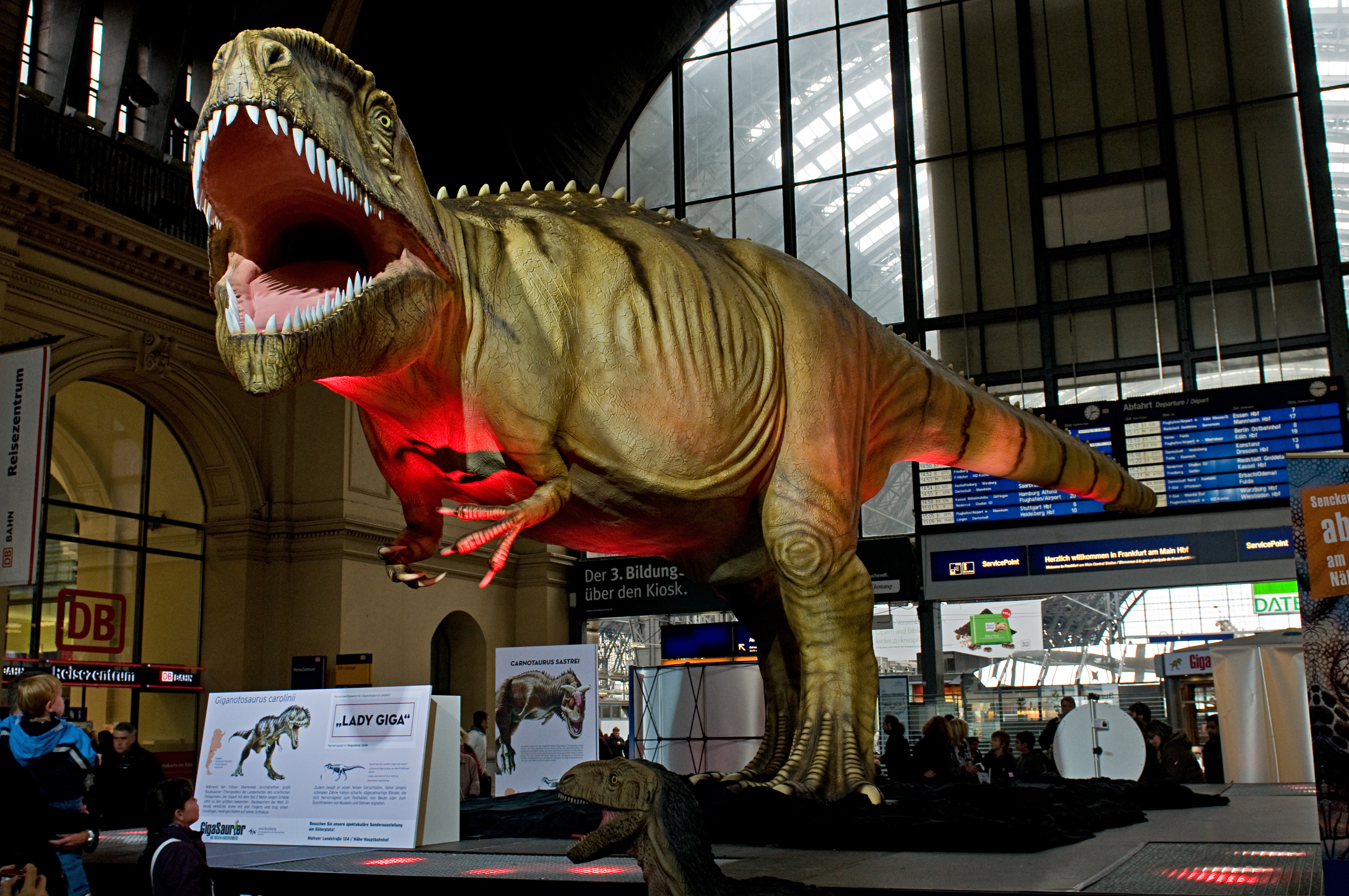
Modelo de Giganotosaurus carolinii en el hall de la entrada de la estación central de Fráncfort.

Los fósiles originales de Giganotosaurus se encuentran en el Museo Paleontológico Ernesto Bachmann y en el Museo de Geología y Paleontología “Centro Paleontológico Lago Los Barreales”, ambos museos argentinos. Sin embargo, hay réplicas de esqueletos completos en otros lugares, incluyendo una en el Museo de Senckenberg de Fráncfort, y otra en el Museo Australiano de Sídney.
Giganotosaurus recientemente ha alcanzado fama entre el común de la gente al darse a conocer a expensas del Tyrannosaurus rex, ya que, al igual que otros terópodos como Carcharodontosaurus y Spinosaurus, en los medios de comunicación masivos y la industria del entretenimiento se le suele presentar como un hipotético adversario de T. rex, antes considerado el mayor dinosaurio carnívoro de todos los tiempos.

### Giganotosaurusen películas y documentales
- Aparece en la película IMAX sobre dinosaurios Dinosaurios: Gigantes de la Patagonia, donde el Dr. Rodolfo Coria muestra los sitios de los descubrimientos más importantes de Argentina.
- En el capítulo especial Tierra de Gigantes de la serie documental Chased by Dinosaurs, conducida por Nigel Marven, se ve a Giganotosaurus cazando tanto en forma solitaria como en manada; en este último caso, cooperando para derribar un Argentinosaurus.
- Se añadió material genético proveniente de Giganotosaurus para modelar el genoma final de Indominus rex, en la película de ciencia ficción Jurassic World (2015).[72]
- En Jurassic World: Dominion (2022) el Giganotosaurus carolinii es introducido como el Dino-villano principal de la película, siendo un adulto clonado pero con un aspecto similar al del Acrocanthosaurus o como del Concavenator. Además, el Giganotosaurus en el canon fílmico de Jurassic Park/World es puesto hace 66 millones de años en lo que hoy es Norteamérica conviviendo con animales con los que no convivió, como el Quetzalcoatlus, Pteranodon, Nasutoceratops, Moros y Tyrannosaurus rex. Esto es completamente incorrecto ya que Giganotosaurus vivió en Sudamérica y ya estaba extinto cuando apareció Tyrannosaurus rex en Norteamérica.
- En el documental Dinolandia [73](2025) se narra el hallazgo del Giganotosaurus carolinii y sus consecuencias para la comunidad de El Chocón, a partir de material de archivo filmado por sus protagonistas.

### En libros de ficción
- Aparece en la historia El mundo inferior de Dinotopia como protagonista inesperado en el Bajío Lluvioso.

### En videojuegos
- En el MMOG "Ark: Survival Evolved" es el carnívoro más grande y peligroso del juego. Sus dimensiones han sido exageradas, pues se le sitúa por encima de Spinosaurus.
- En el videojuego Dino Crisis 2 y en su continuación se lo presenta con dimensiones excesivas (unos 7 metros de alto y 20 de longitud).
- Aparece también en los juegos más recientes de Jurassic Park.
- El videojuego Turok (2008) lo incluye en el nivel Death Valley.
- Aparece en Carnivores 4: City Scape. Es el dinosaurio más grande del juego, y reemplaza a Tyrannosaurus presente en el resto de la saga.

### En otros formatos
- También ha aparecido en la serie británica de ITV Primeval como uno de los dinosaurios que llegaron al presente de los protagonistas por una grieta en el espacio-tiempo.
- La empresa japonesa Tomy ha puesto a la venta una colección de animales-robot llamada Zoids, de los cuales el modelo llamado Gojulas Giga está inspirado en un giganotosaurio. Gojulas Giga también aparece como personaje en el anime Zoids: Fuzors, de la serie Zoids, que está basada en la colección de juguetes antes nombrada.
- Aparece en la serie animada por CGI Dinotren, vigilando el tren; el personaje es hembra y se llama Laura.